# Parcs et jardins de Bordeaux

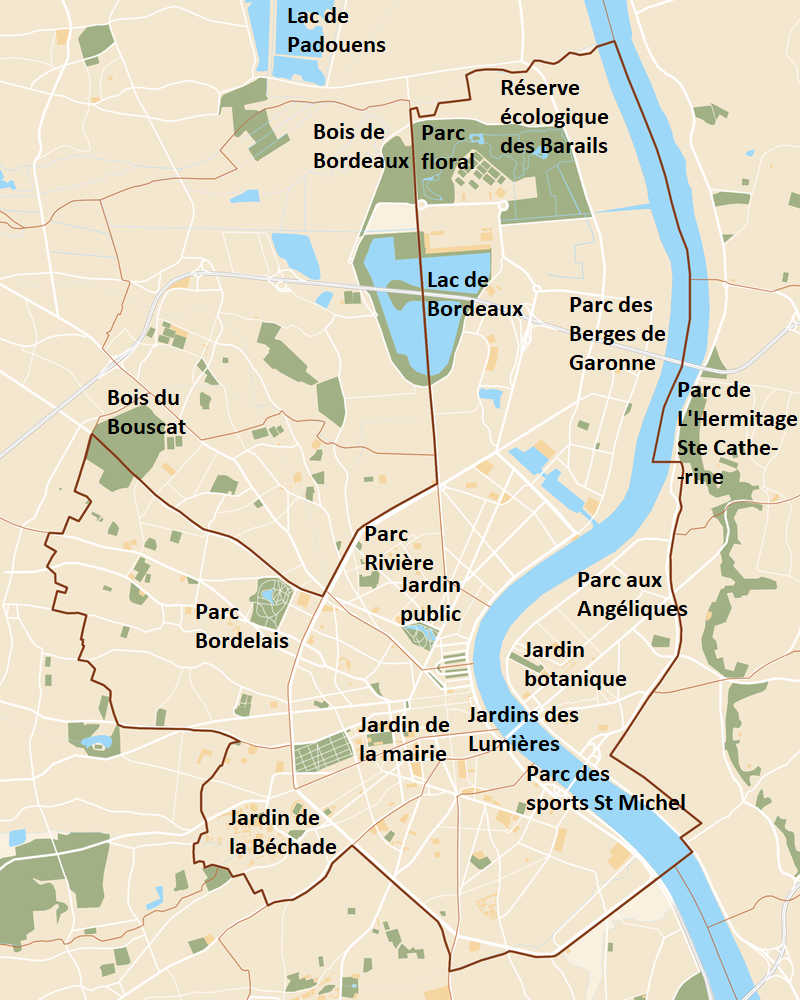
Plan des parcs et jardins de Bordeaux.

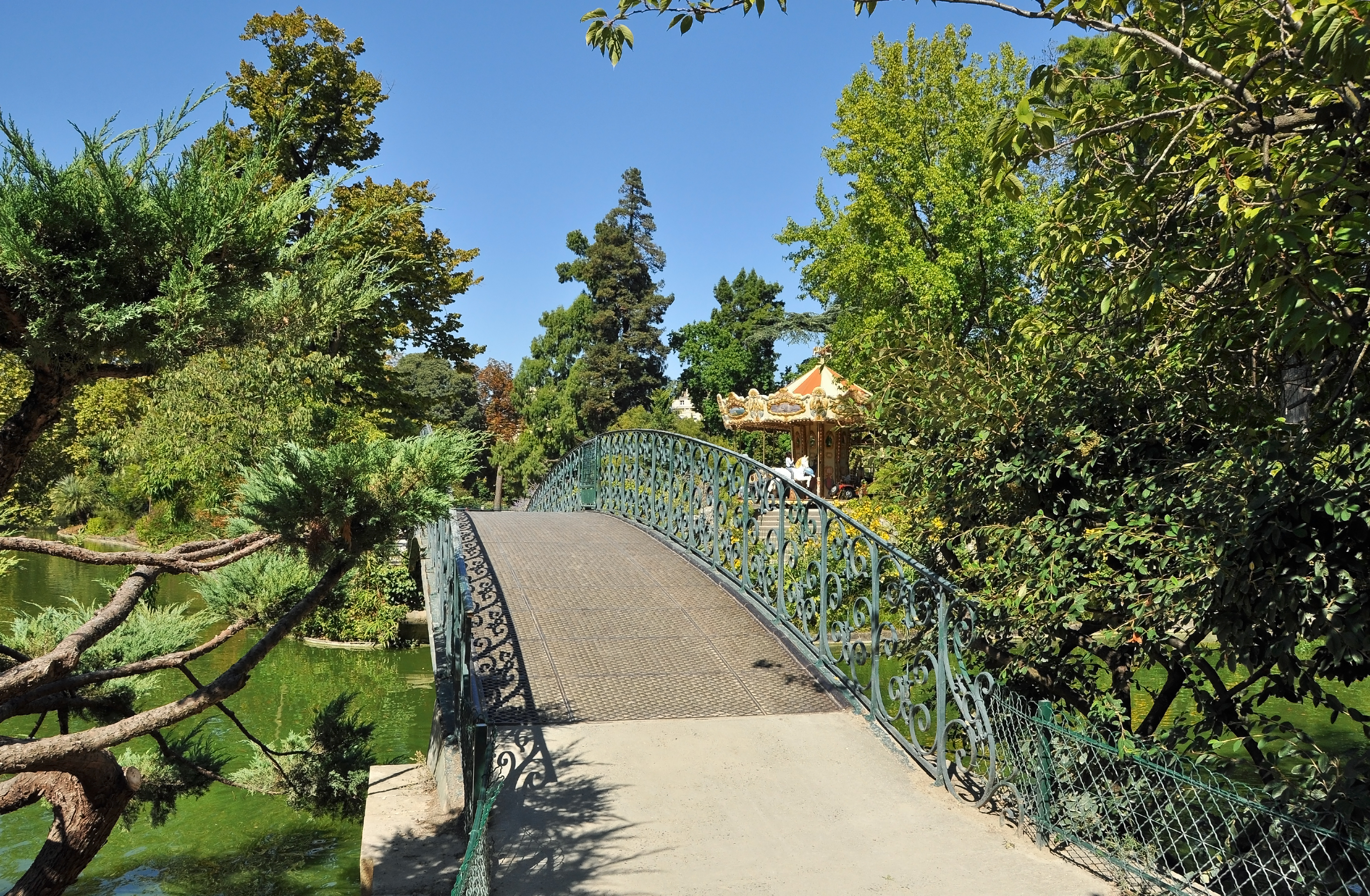
Le jardin public.

Avec 25 m2 d'espaces verts par habitant intra-muros, la ville de Bordeaux dispose d'un patrimoine naturel riche de qualité.
Les principaux parcs et jardins de Bordeaux sont le bois de Bordeaux qui couvre 86 hectares auxquels s'ajoutent près de 50 hectares de prairies et d'étangs et le Parc floral de 33 hectares. Le parc bordelais de 28 hectares, situé dans le quartier de Caudéran et le jardin public de 10 hectares, sont les parcs les plus anciens.

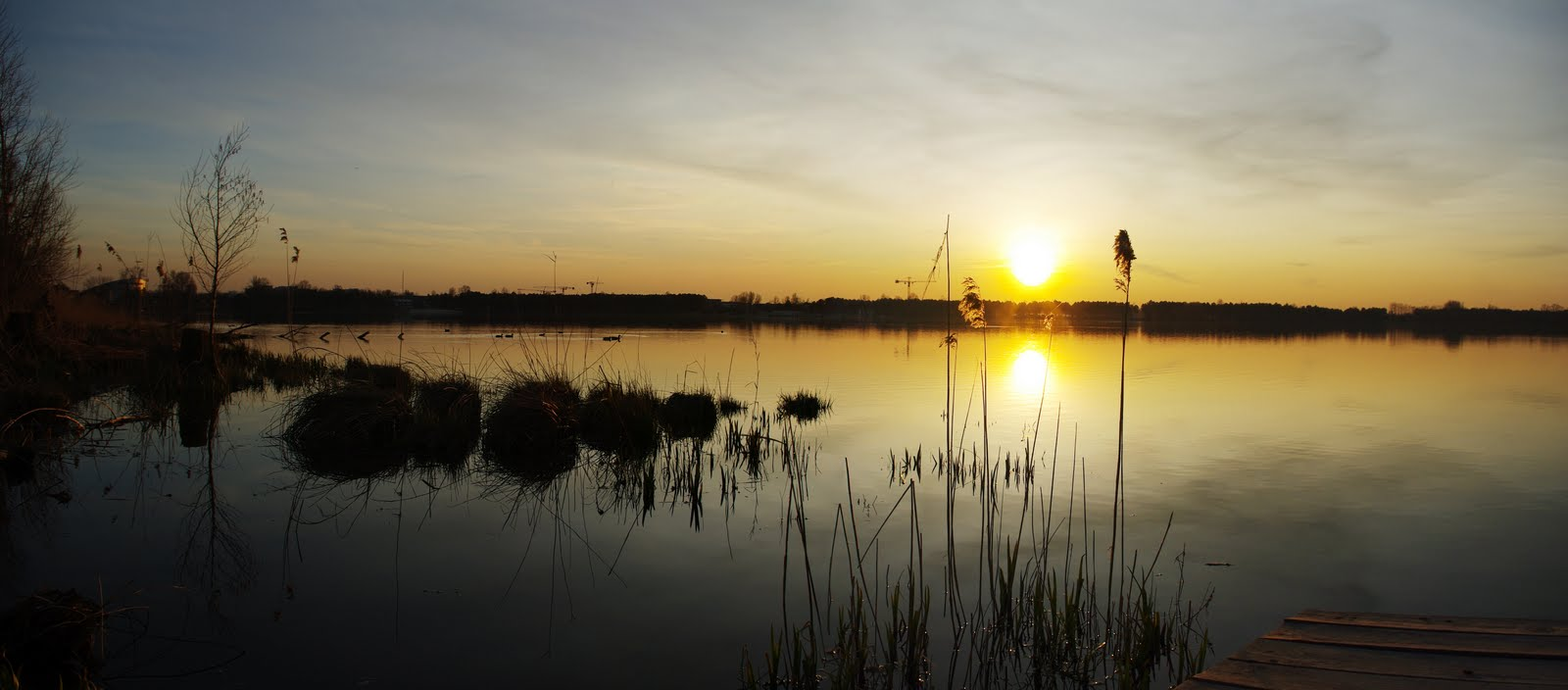
Le crépuscule sur le Lac de Bordeaux, au nord de la ville.

Le parc aux Angéliques, à La Bastide (10 hectares en 2013, rive droite) est un projet composé de trois séquences paysagères. En bord de Garonne, on trouve également les berges de Garonne, à Bacalan de 8 hectares, le jardin des Lumières près de la place des Quinconces et le parc des Sports Saint-Michel de 5,5 hectares (sur les quais).
Le jardin botanique, de 4,7 hectares, situé à La Bastide est créé en 2003.
On peut également citer les parcs Denis et Eugène Bühler de 4,5 hectares, Rivière de 4 hectares ou André Meunier de 2 hectares.
Enfin, les jardins de la Mairie, des remparts, de la Béchade et des Dames de la Foi sont ouverts au public.
Dans son palmarès 2020, le Conseil national de villes et villages fleuris a attribué trois fleurs à la commune.
Le service des espaces verts de Bordeaux Métropole a obtenu le label Ecojardin récompensant la qualité écologique de leur gestion.

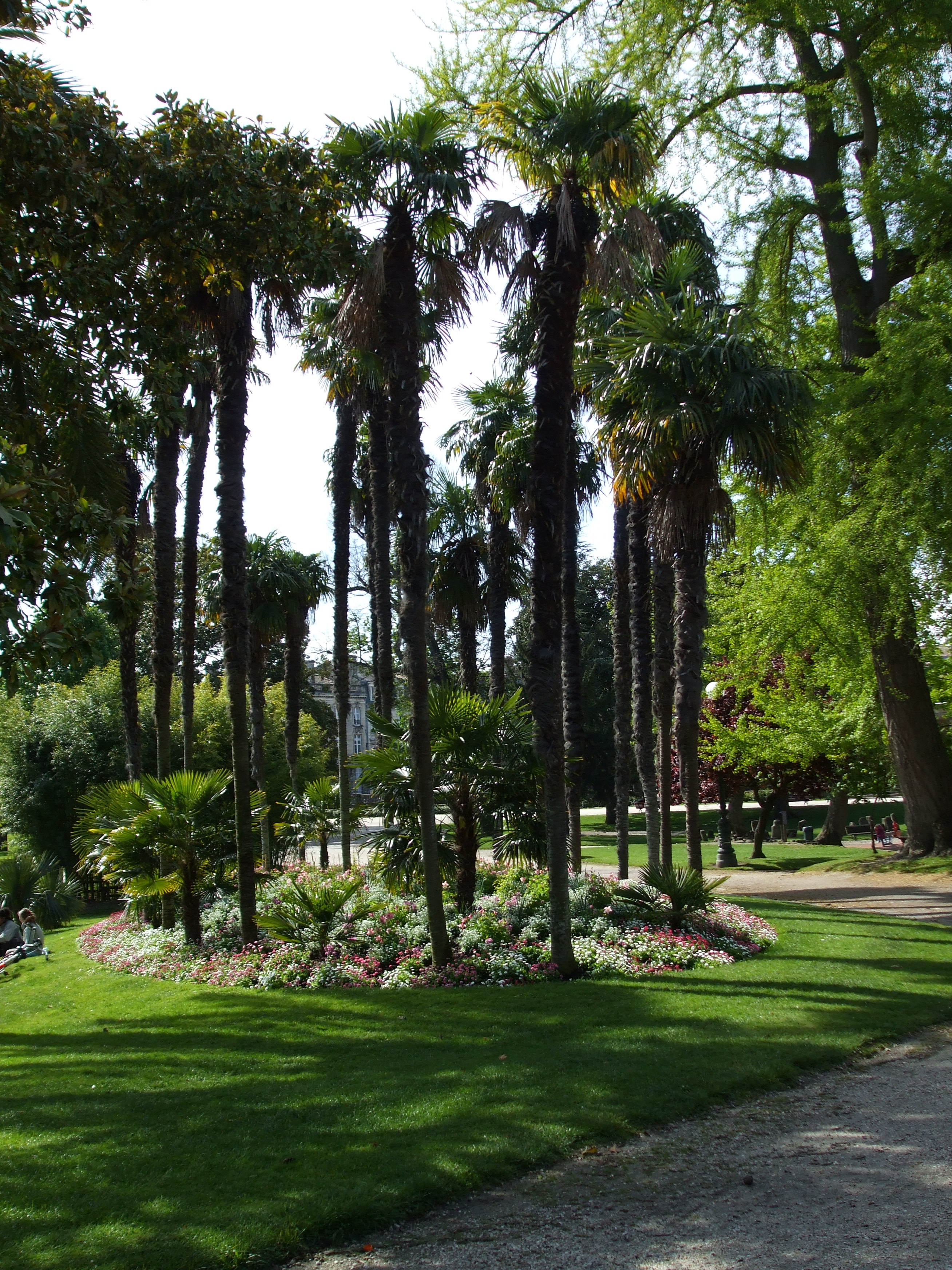
Jardin public.

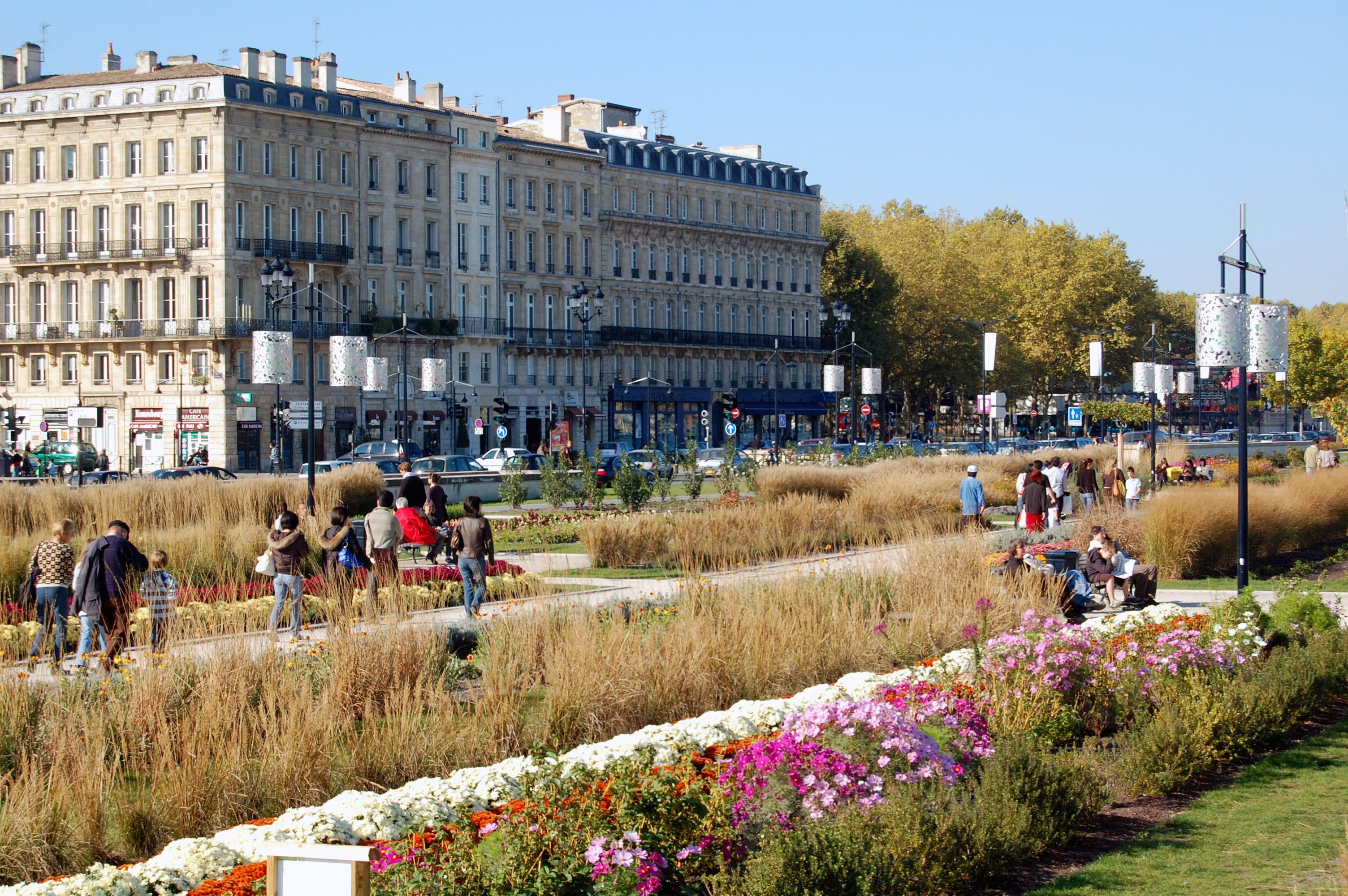
Jardin des Lumières sur les quais rive gauche.

## Liste de parcs et jardins de Bordeaux
- Réserve écologique des Barails (156 ha, inauguré en  2018)
  - Bois de Bordeaux : 86 ha
  - Parc floral : 33 ha
- Parc bordelais : 28 ha, inauguré en 1888
- Jardin public : 11 ha, créé en 1746
- Jardin botanique : 4,7 ha, ouvert en 2001
- Promenade Corajoud
  - Jardin des Lumières (sur les quais)
  - Parc des Sports Saint-Michel: 5,5 ha (sur les quais)
  - Parc aux Angéliques, à La Bastide : 40 ha, ouvert en 2017
- Berges de Garonne, à Bacalan : 8 ha
- Parc Denis et Eugène Bühler : 5 ha (Quartier Ginko)
- Parc Rivière : 4 hectares
- Parc André Meunier : 2 hectares
- Parc Pinçon : 2 hectares
- Jardin de la Mairie : 1 hectare
- Jardin central de la Place Gambetta
- Jardin de la Béchade : 1,1 ha, 2011
- Jardins des Dames de la Foi : 1 ha
- Jardin des remparts : 1 ha
- Parc paysager du Grand Parc
- Esplanade Charles-de-Gaulle à Mériadeck
- Jardin sauvage de la Cité du vin
- Jardin de la Grenouillère
- Jardin de ta sœur
- Jardin des Barrières
- Jardin de la Visitation
- Jardin de la Croix du Sud
- Parc Carreire (Jardin de Carreire)
- Parc Monséjour
- Parc Brandenburg
- Parc Bertrand de Goth
- Parc Simiot
- Parc Chante-grillon
- Square Vinet
- Square Jean Bureau
- Square Mermoz
- Square Hortense Schneider

Bordeaux se situe également aux portes de la forêt des Landes de Gascogne. Les « Landes de Bordeaux » désigne la partie de la Forêt des Landes en contact immédiat avec l'agglomération bordelaise.

## Descriptions

### Parc Bordelais
Le Parc Bordelais s’étend sur 28 hectares composés d’environ 3000 arbres dont un tiers sont plus que centenaires. Une rivière à l’anglaise donne alors à ce parc une atmosphère vraiment paisible. De plus, avec ses nombreuses attractions telles que la ferme avec les animaux locaux, le petit train mais aussi les manèges, le Parc Bordelais est l’endroit idéal où se promener avec des enfants.
Conçu comme une promenade publique du XIXe siècle, ce parc historique de 28 ha est planté d’environ 3 000 arbres dont un millier est plus que centenaire. Labellisé « Espace Vert Écologique » et lui aussi « Jardin Remarquable de France », il comblera tous les membres de la famille. Aires de jeux, présence d’animaux de la ferme de races locales, de cygnes et de canards, il est aussi un haut lieu du running à Bordeaux.
On y trouve petits bois, sentiers pour courir, abondants massifs de fleurs, plan d'eau, parc animalier (animaux de la ferme des espèces d'origine aquitaine), sans oublier les écureuils, lapins en liberté, hérissons et chats errants.
Les activités sont également présentes tels que : théâtre de Guignol, karts motorisés, petit-train, jeux pour enfants (plusieurs aires de jeux sécurisés), mini-circuit urbain installé par la Prévention Routière (interdit au public), buvette, boîte à livres… Certaines pelouses sont assez vastes et résistantes pour recevoir de nombreux jeux collectifs, d'autre zones sont moins entretenues et grillagées pour conserver un aspect sauvage.
Le parc contient un étang artificiel (très faible profondeur : 40 cm), très poissonneux et peuplé de divers canards d’ornement ou sauvages, d'oies, cygnes et de poules d'eau. Lors de la tempête de 1999 et après plusieurs semaines de fermeture totale, ce parc a perdu de nombreux végétaux (700 arbres) et une balançoire payante de type nacelle. Depuis 2004, ce parc fait l’objet d’un réaménagement total pour le transformer en un parc à l'anglaise (déplacement de jeux d'enfants, création d'un parc à chiens, création d'un chemin non goudronné pour joggeurs, mise aux normes du parc animalier...). Le maître d'œuvre est Françoise Phiquepal.

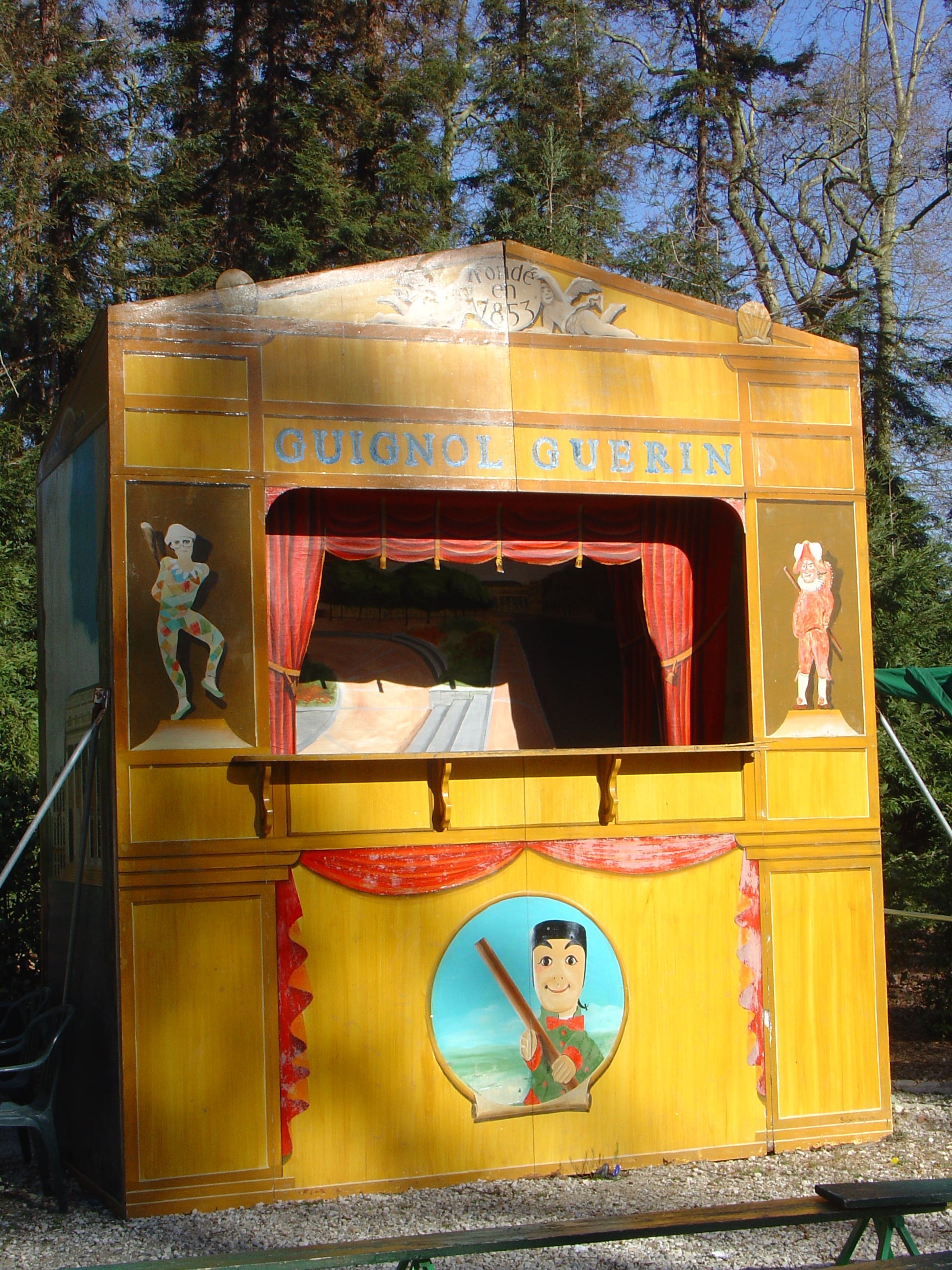
Théâtre de Guignol
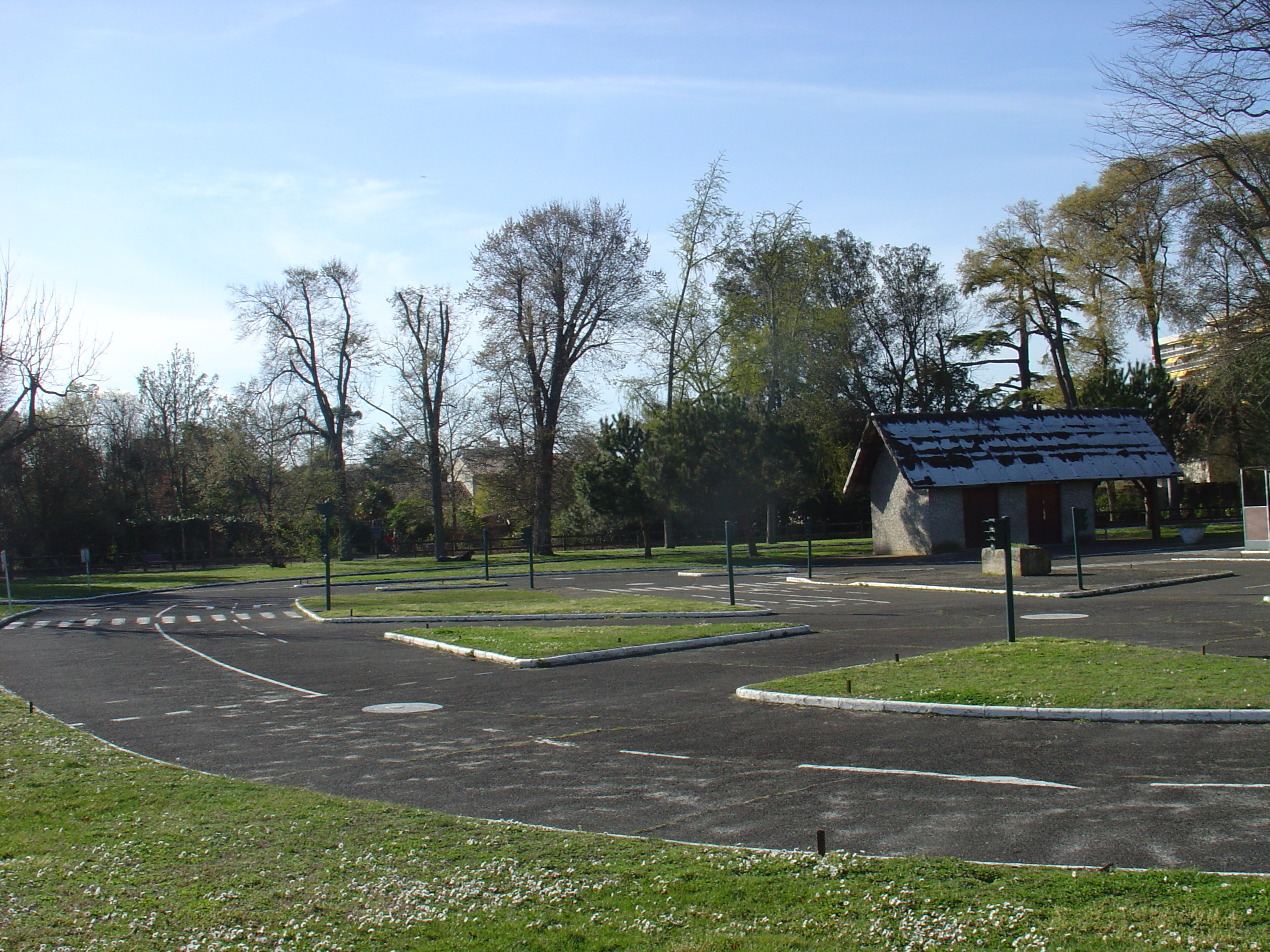
Circuit pour la prévention routière
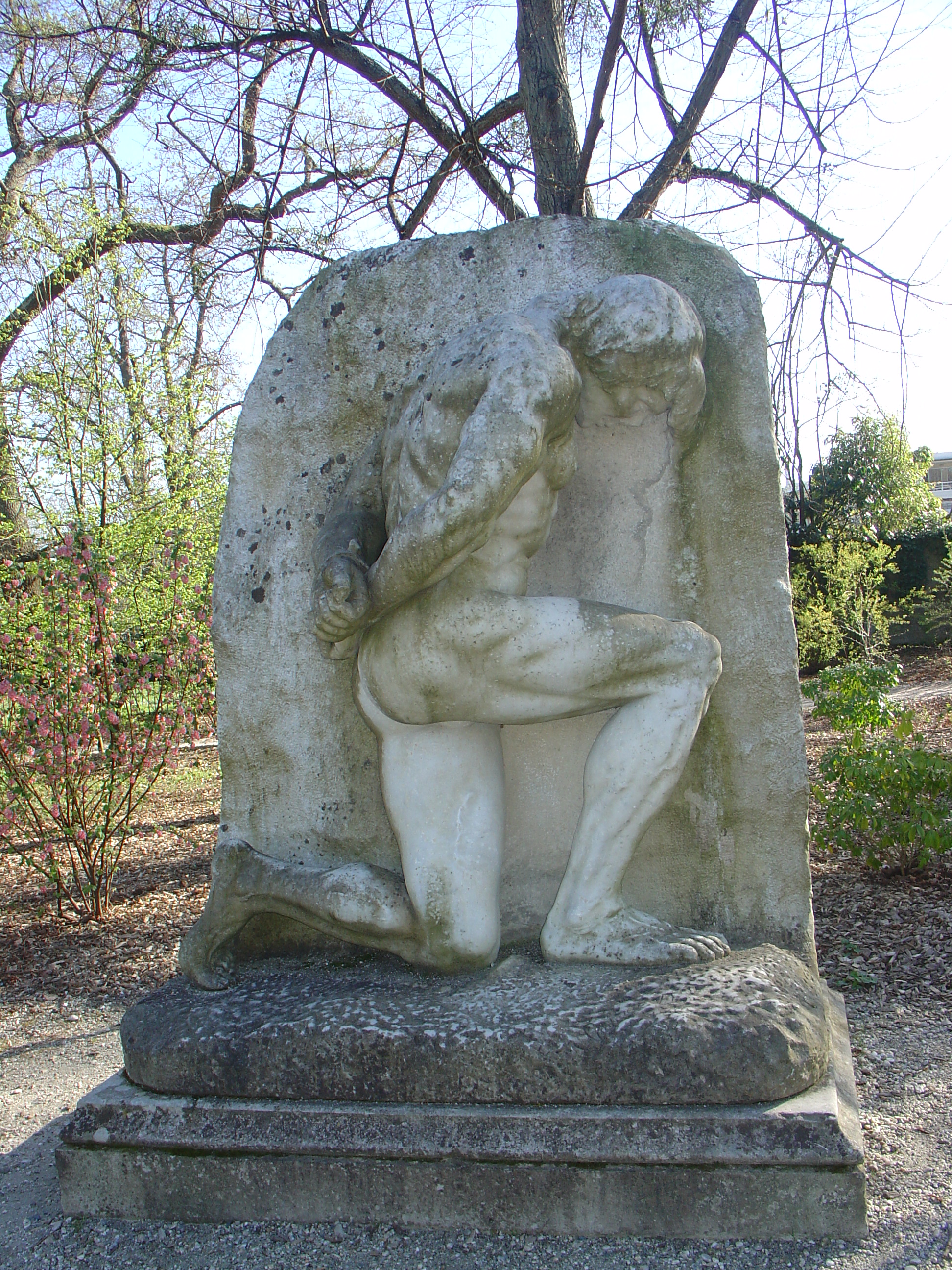
Le Vaincu, statue de Gabrielle Dumontet
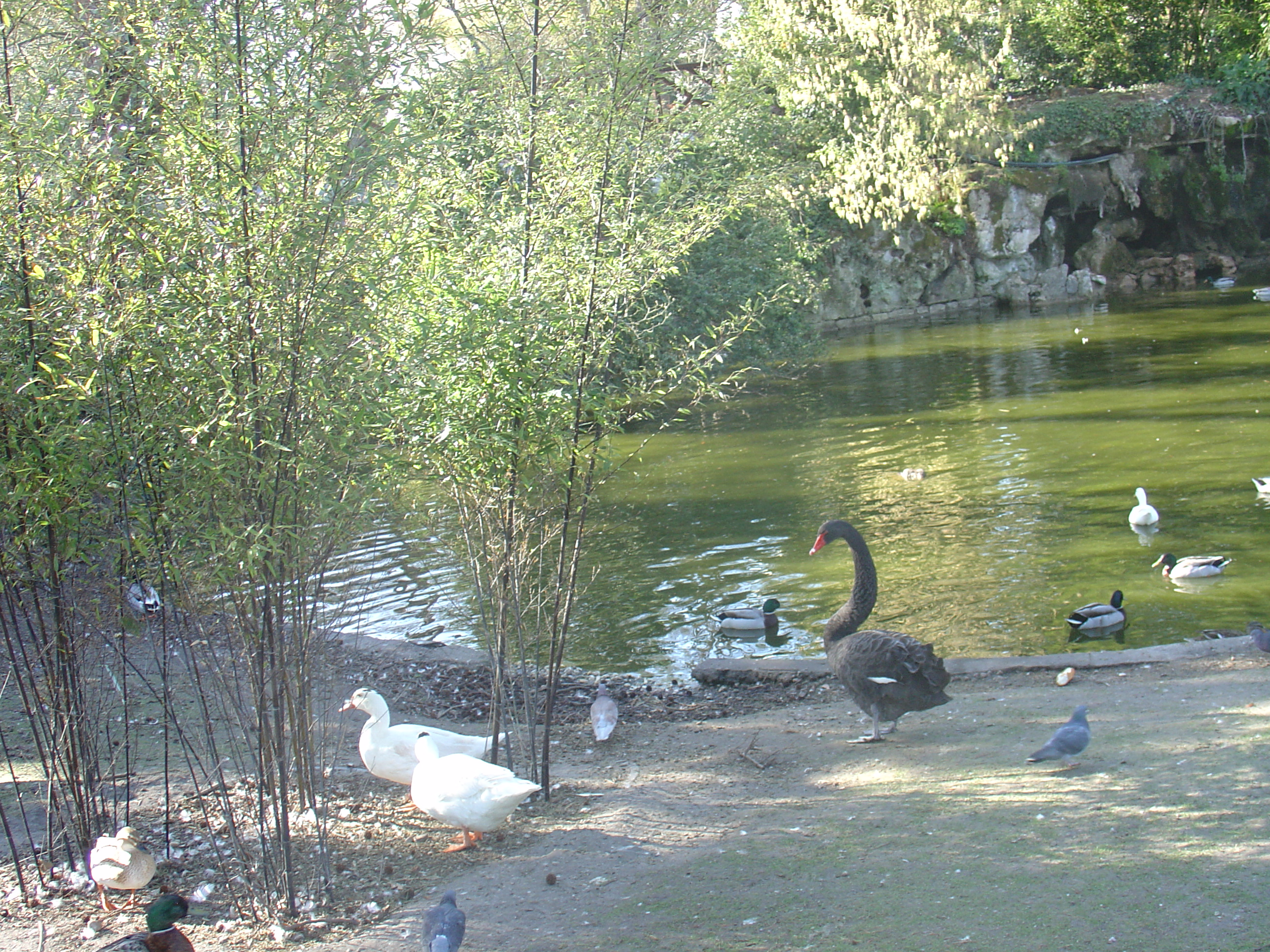
L'étang avec des canards, des cygnes et des poules d'eau

### Jardin public
Créé en 1746, ce parc de 11 hectares est classé « Jardins Remarquables de France.

#### Le premier jardin
Rejoignant les idées des Humanistes, l'intendant Tourny veut fournir aux Bordelais un cadre agréable, propre à leur conserver une bonne santé.
C'est un jardin à la française dessiné par Jacques Ange Gabriel sur 10 hectares environ. Il est centré par une pièce d'eau et formé de huit parterres le long d'une grande allée donnant une perspective. Le jardin est fermé par des grilles en fer forgé et celles d'origine subsistent entre la rue Ducau et la place Longchamp ainsi que sur la place du Champ-de-Mars.
À la Révolution, on y arrache les fleurs et les arbustes pour y mettre des pelouses, ne conservant que les grands arbres. Il sert alors de cadre aux cérémonies officielles et aux bals champêtres. Et le jardin lui-même connaît une période d'abandon.

#### Le nouveau jardin
En 1856, le conseil municipal, mené par le maire Antoine Gautier, en confie son réaménagement au paysagiste Louis-Bernard Fischer, qui crée un parc à l'anglaise (style romantique) avec ses pelouses, ses allées sinueuses et sa pièce d'eau parsemée d'îles. Des passerelles (de Fischer et Escarpit) sont installées de la largeur des crinolines. Le maitre d'œuvre de l'opération est Charles Burguet, architecte de la ville de Bordeaux de 1850 à 1879, il refait la terrasse et implante un bassin, les grilles du jardin sont refondues. Des statues sont placées sur l'esplanade de Burguet : Diane (Gabies), Jeunesse et Chimère (Granet), Maxime Lalanne (un aquafortiste bordelais), Rosa Bonheur (peintre animalier) par Gaston Veuvenot Leroux et de nombreuses statues sont présentes dans le jardin (Fernand-Lafargue, Ulysse Gayon, Alexis Millardet, Carle Vernet : tous défenseurs de la vigne).
L'herboratum, les serres tropicales disparues viennent compléter cet ensemble. Le jardin botanique de Bordeaux y déménage en 1858. Sur un demi-hectare, il présente des végétaux ar famille selon l'ordre phylogénétique :
- espèces indigènes : les plantes médicinales pour lesquelles il a été créé,
- espèces exotiques : les relations de Bordeaux avec l'outre-mer d'une part, la présence de l'école de santé des armées Santé navale d'autre part, expliquent le grand nombre de plantes rapportées par des navigateurs et des médecins coloniaux. La collection de plantes tropicales est remarquable.

Au bout de la terrasse se trouve l'hôtel de Lisleferme de l'architecte Bonfin. Il abrite l'actuel muséum d'histoire naturelle de Bordeaux.

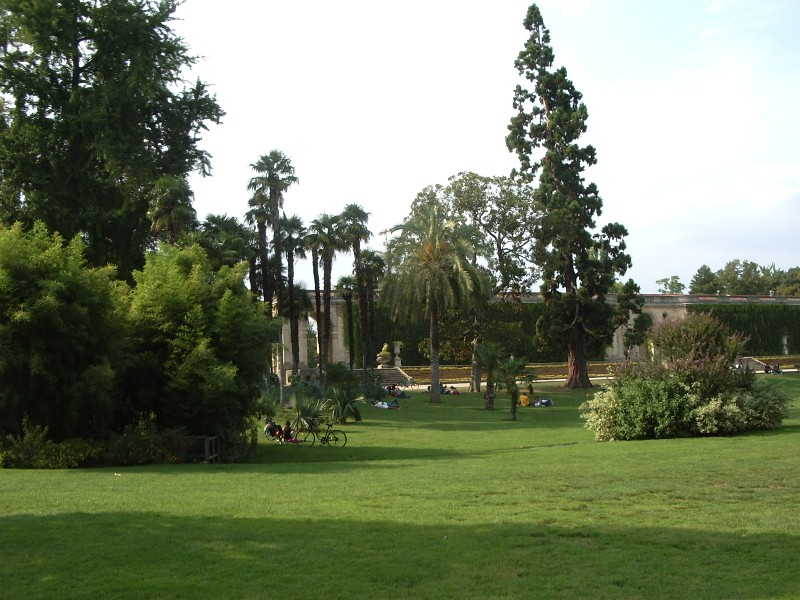
Vue générale.
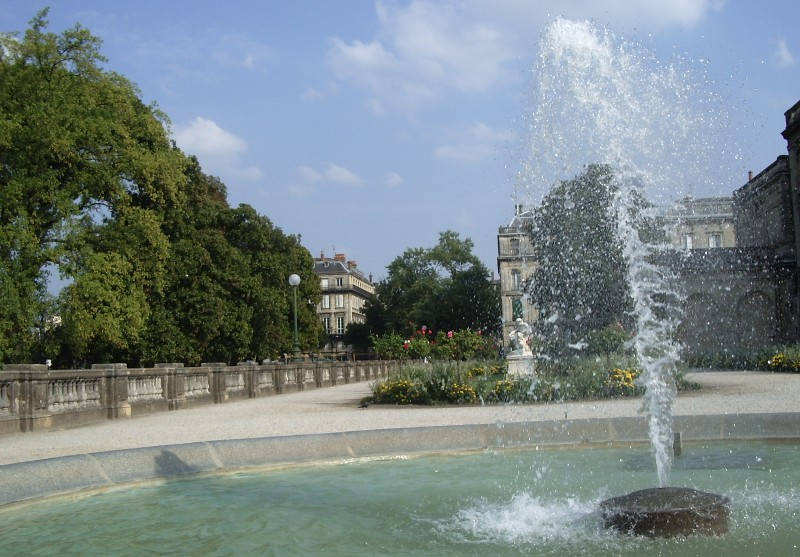
Vue sur le restaurant l'Orangerie.
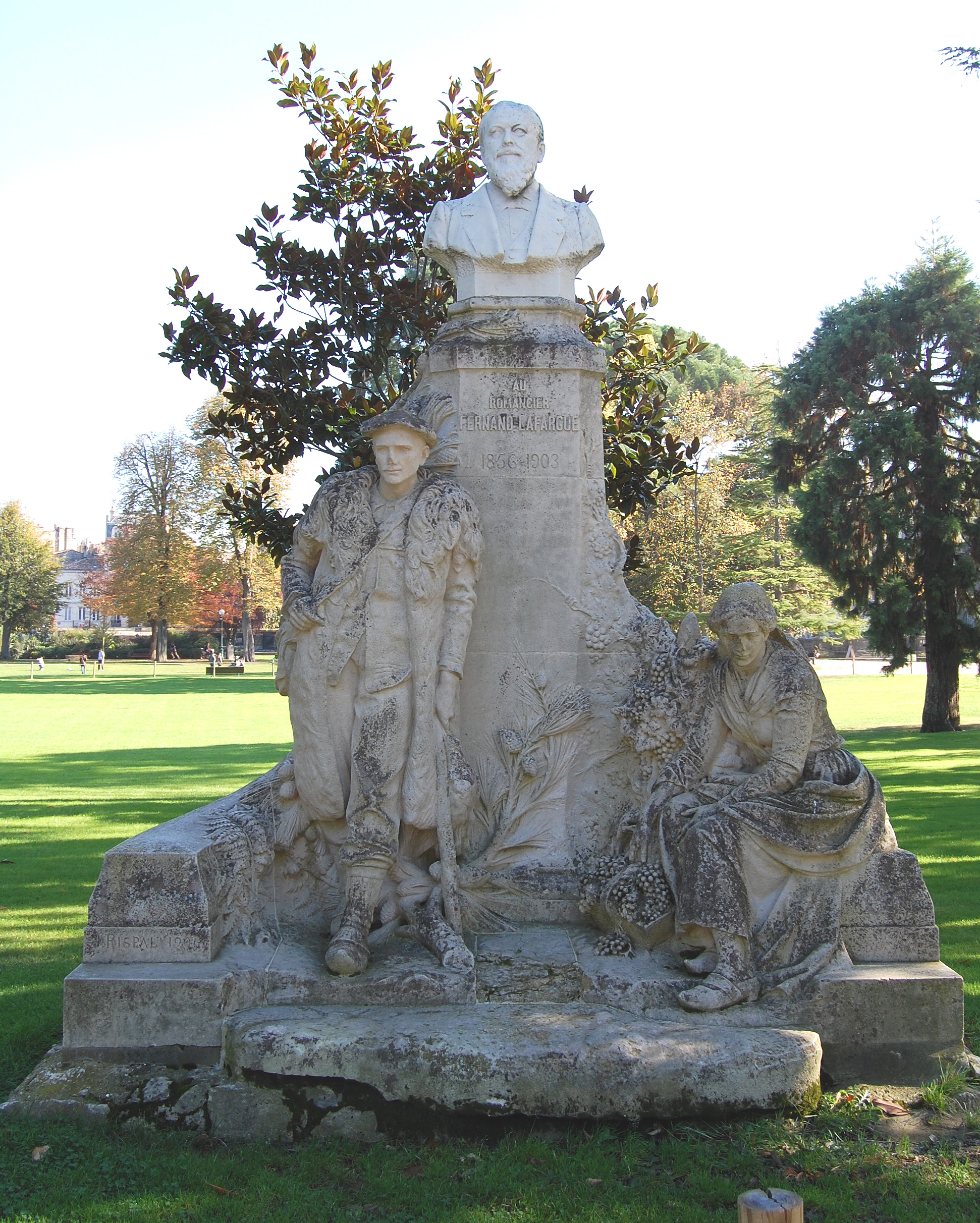
Statue de Jean Fernand-Lafargue.
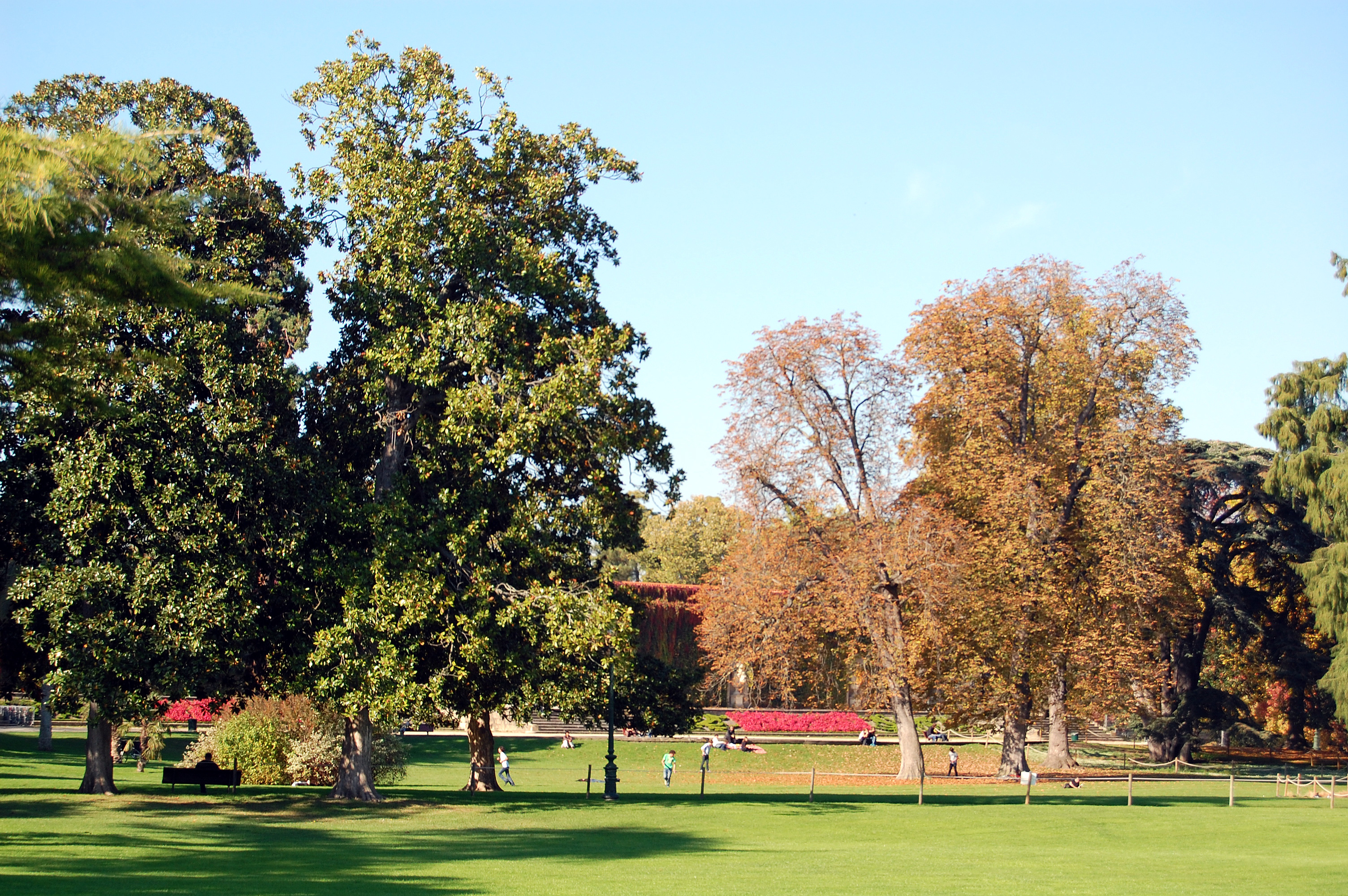
Vue sur les pelouses.
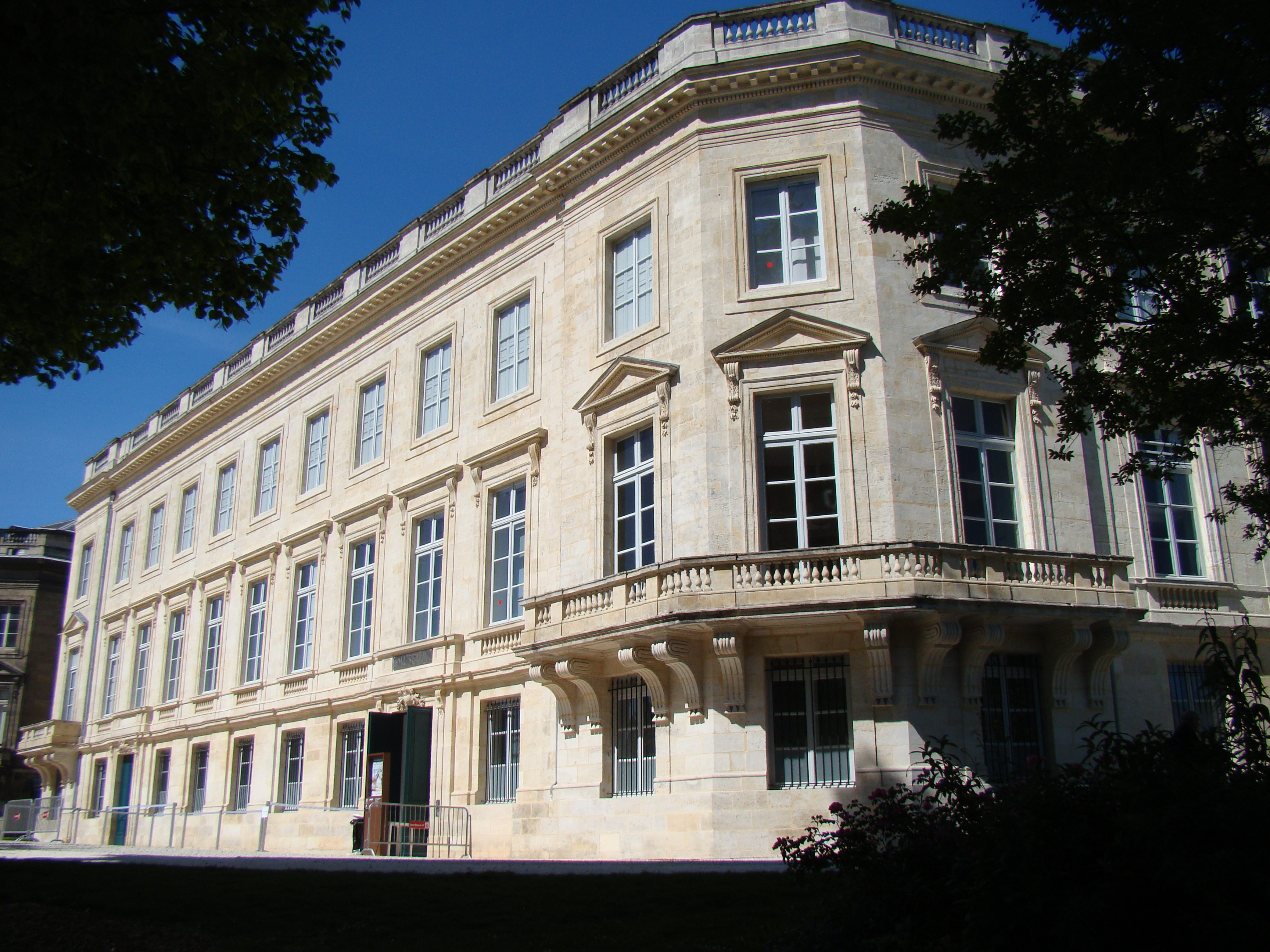
L'hôtel de Lisleferme, actuel Muséum d'histoire naturelle.
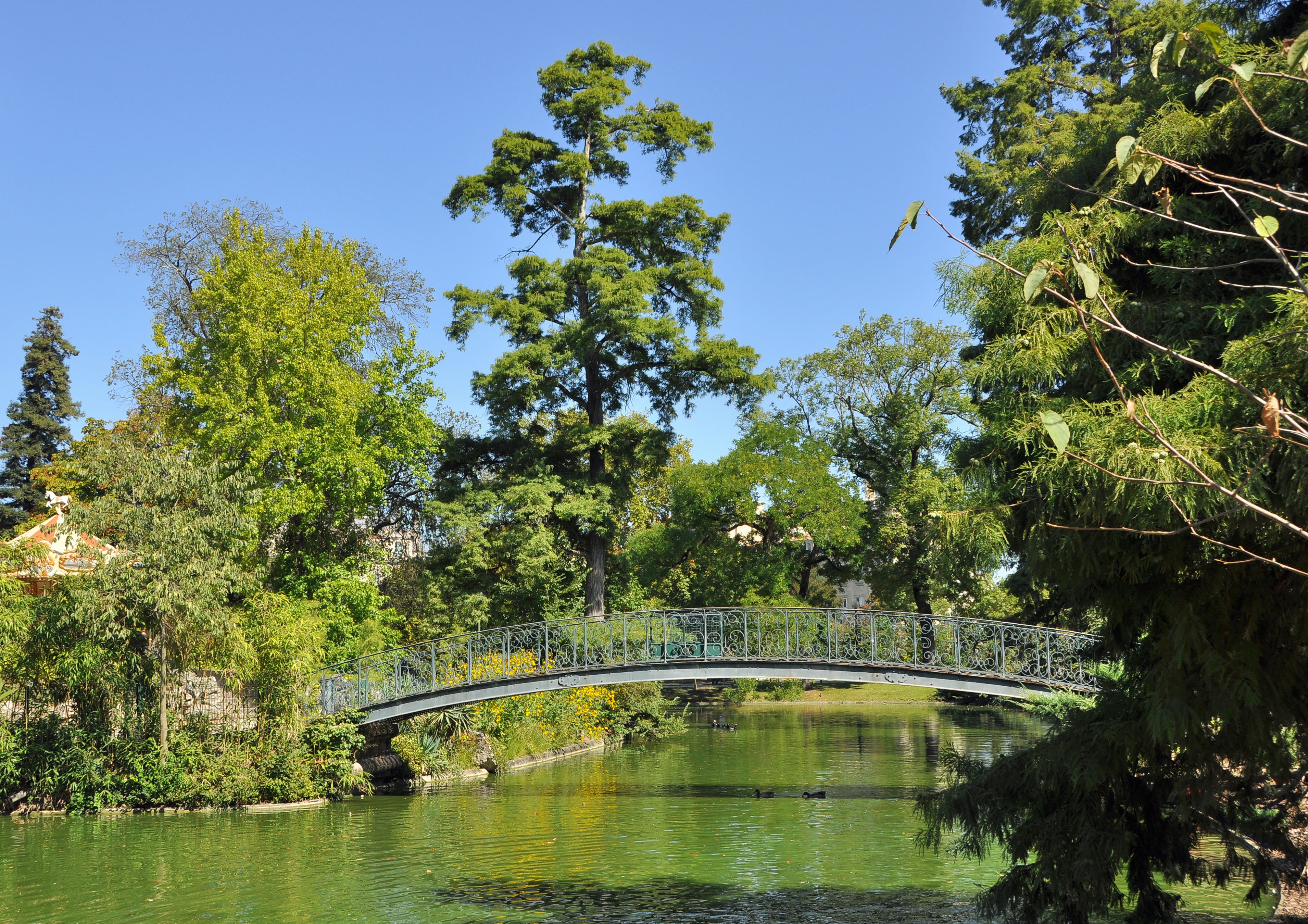
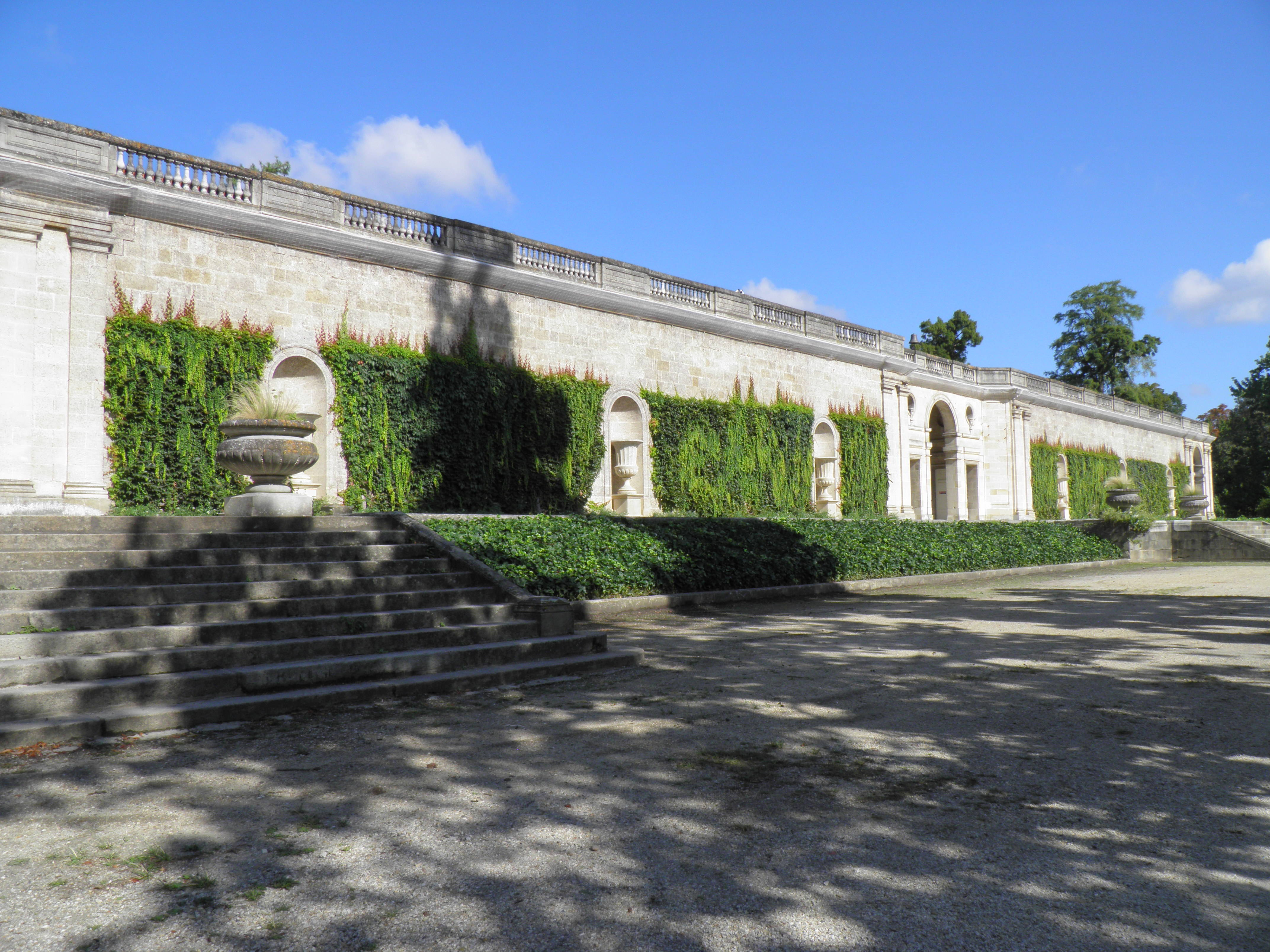
Vestige de l'ancienne serre de Charles Burguet.
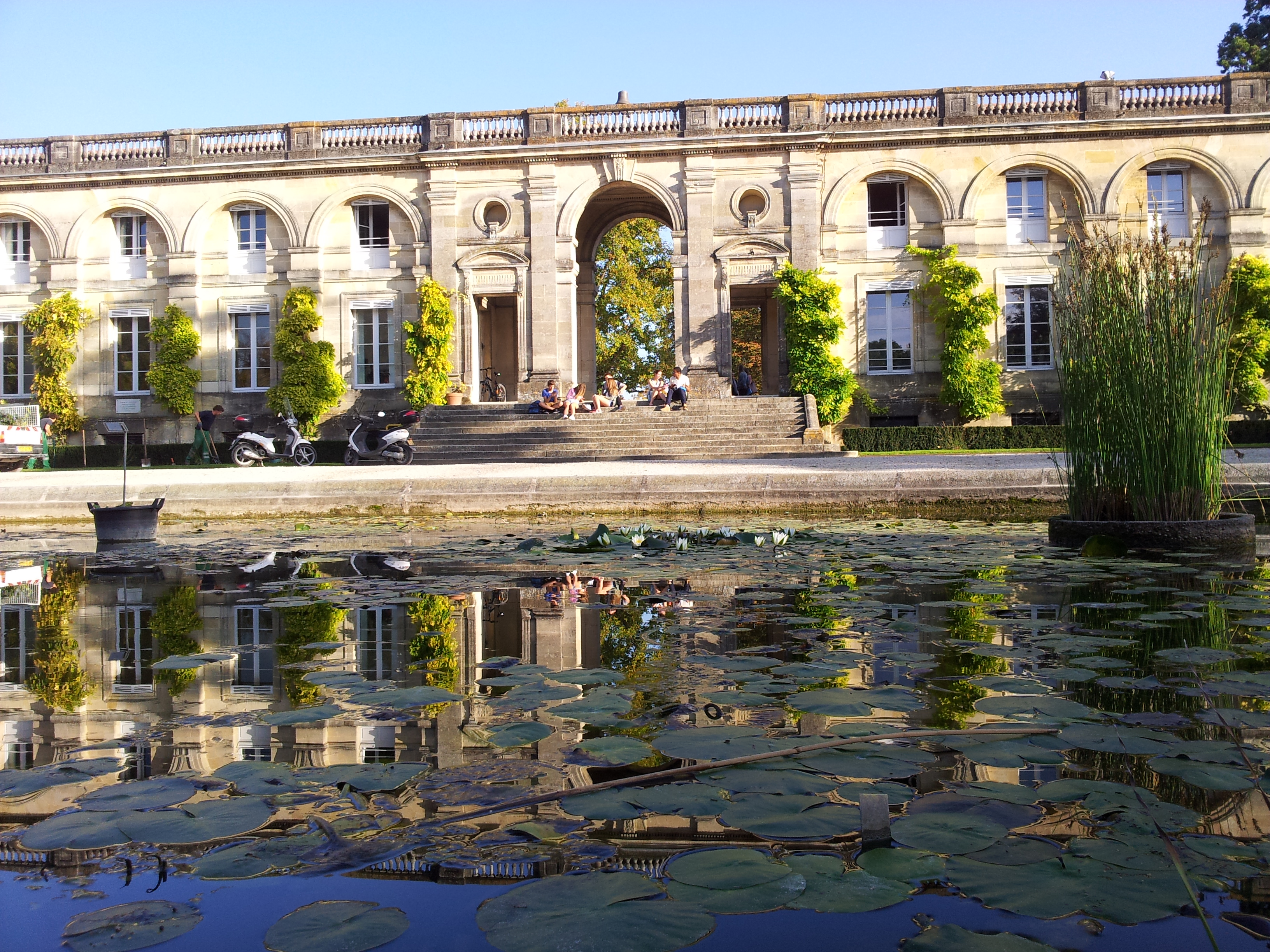
Pavillon de l'ancienne serre, donnant sur le jardin botanique.
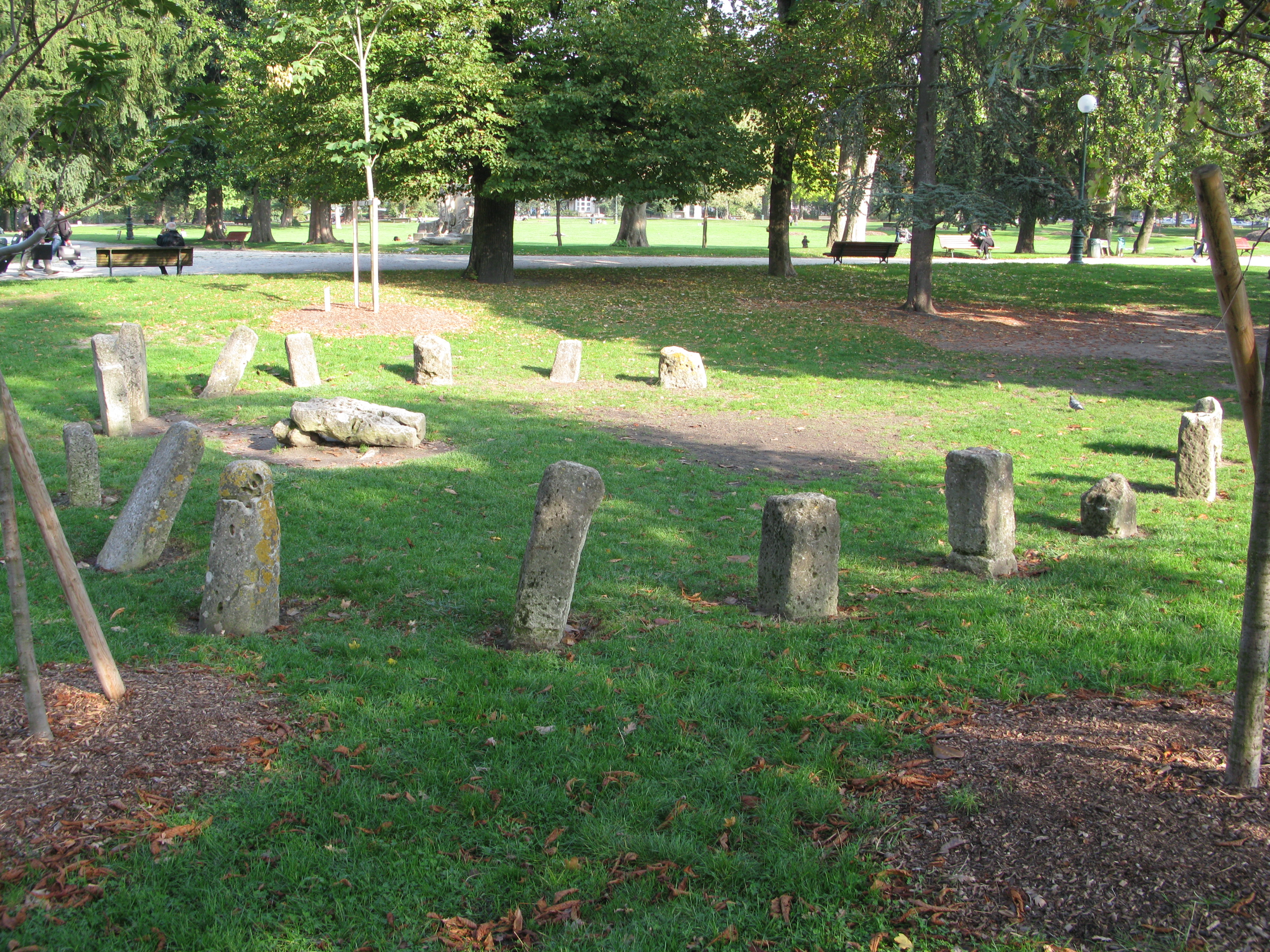
Le cromlech.
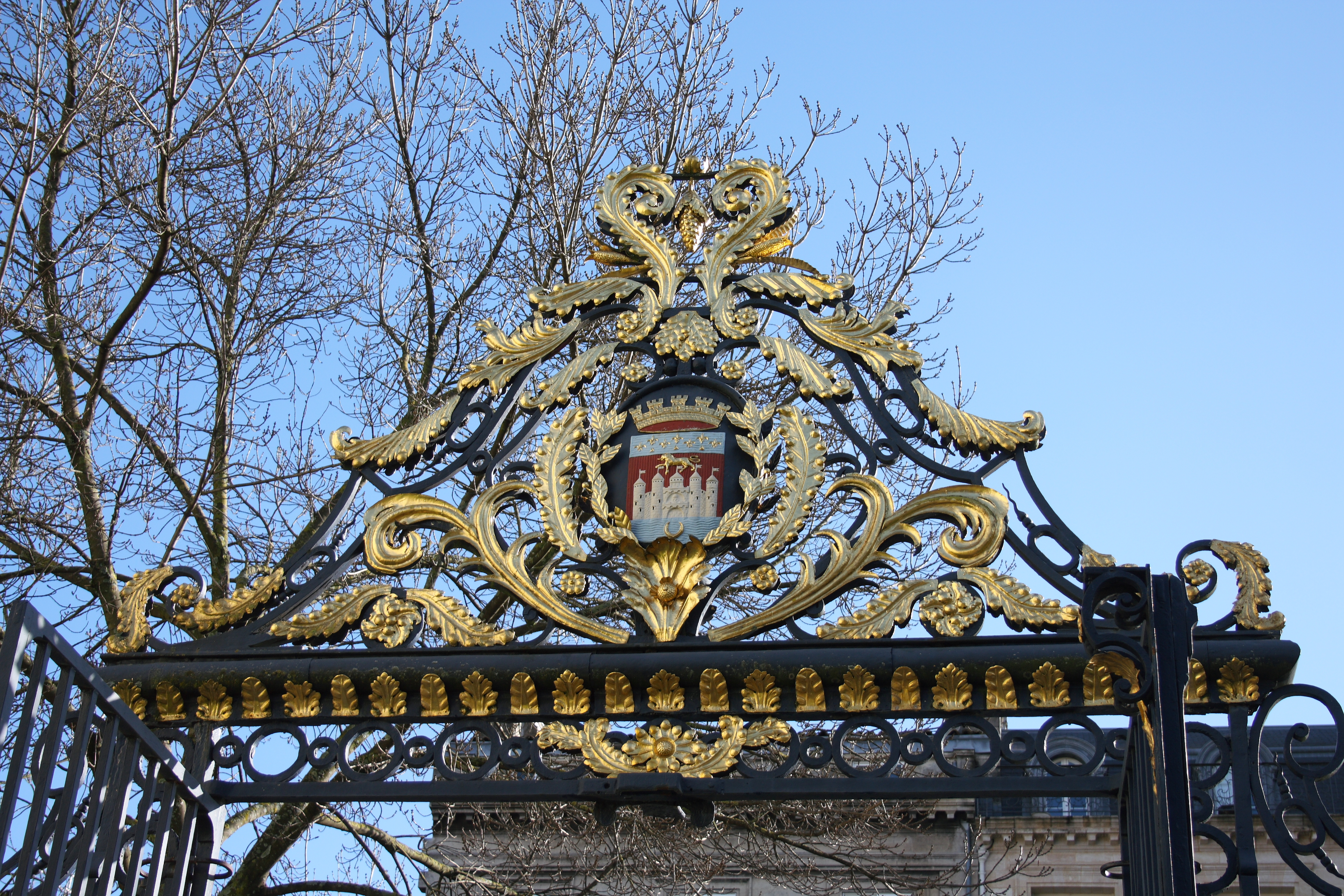
Armoiries de Bordeaux sur le portail.

### Jardin botanique

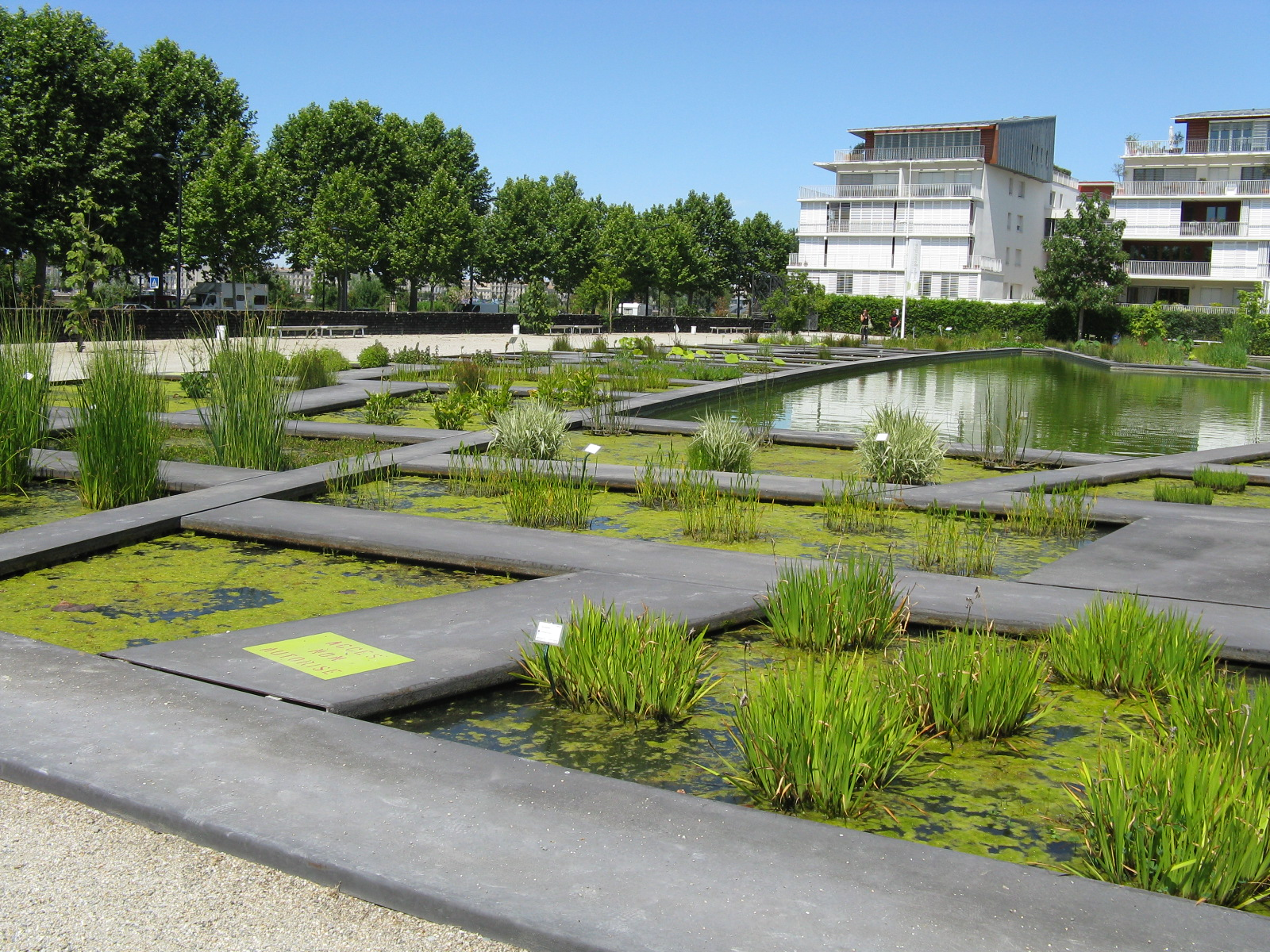
Le jardin aquatique du jardin botanique.

Le Jardin botanique est un jardin novateur de 4,7 ha ouvert en 2001, conçu par la paysagiste Catherine Mosbach, l'architecte Françoise-Hélène Jourda, et le scénographe Raymond Sarti, qui s'étire sur 600 mètres de long et 70 de large sur la rive droite de la Garonne, dans le quartier de la Bastide. L'ensemble des thèmes évoqués dans ce jardin fait appel à des présentations originales.
- Le jardin aquatique : pour mieux appréhender les rapports étroits qui unissent l'homme à la plante... aquatique utile!
- La galerie des milieux : de part et d'autre d'une allée principale symbolisant la Garonne, de grands blocs surélevés reconstituent l'évolution des couches géologiques, des sols et de la végétation de 11 paysages naturels différents du Bassin aquitain : la dune, la forêt de fixation, la forêt d'arrière-dune, les lèdes et les étangs, la lande sèche, la lande humide, la prairie humide, la forêt de chênes pubescents, la pelouse, la prairie sèche et le coteau calcaire.
- Le champ de culture. Quarante-quatre plates-bandes pour mieux comprendre l'usage des plantes et découvrir leur rôle social, irriguées par un système écologique.
- Le jardin urbain : jardin aux allées jonchées de cailloux géants, de structure en bois, de hautes serres de verre et de parcelles pédagogiques. Le jardin urbain se retrouve à la croisée du minéral et du végétal, un bon compromis entre la ville et la nature.
- La ronde d'ornement : 450 mètres de chemin de ronde le long d'une palissade originale en bois de chêne récupéré de la tempête de décembre 1999. Avec le temps, elle sera colonisée par des plantes pionnières illustrant ainsi la dynamique végétale.
- Le jardin vertical : promenade agréable au milieu de plantes grimpantes. Différents modes naturels de fixation et de suspension y sont exposés, traduisant la nécessité vitale de cette escalade vers la lumière.
- Le jardin partagé. Le jardinage en toute simplicité et convivialité avec l'association "Les Jardins d'Aujourd'hui". Terrains d'expériences, cultures originales, animé par des jardiniers, avec la participation de volontaires. Des techniques de jardinage écologiques et économiques y sont présentées (vermicompost...)
- La cité botanique : un espace didactique dédié aux végétaux accessible à tout public : des salles d'exposition permanente et temporaire, des serres méditerranéennes, une salle de conférences accueillant le discours de divers scientifiques sur des thématiques variées, un atelier vert accueillant les enfants pour des animations pédagogiques sur des sujets tels que la botanique, l'environnement et le développement durable, et enfin, un restaurant en harmonie avec la philosophie du Jardin. Une bibliothèque d'ouvrages scientifiques de référence et les herbiers peuvent être consultés.

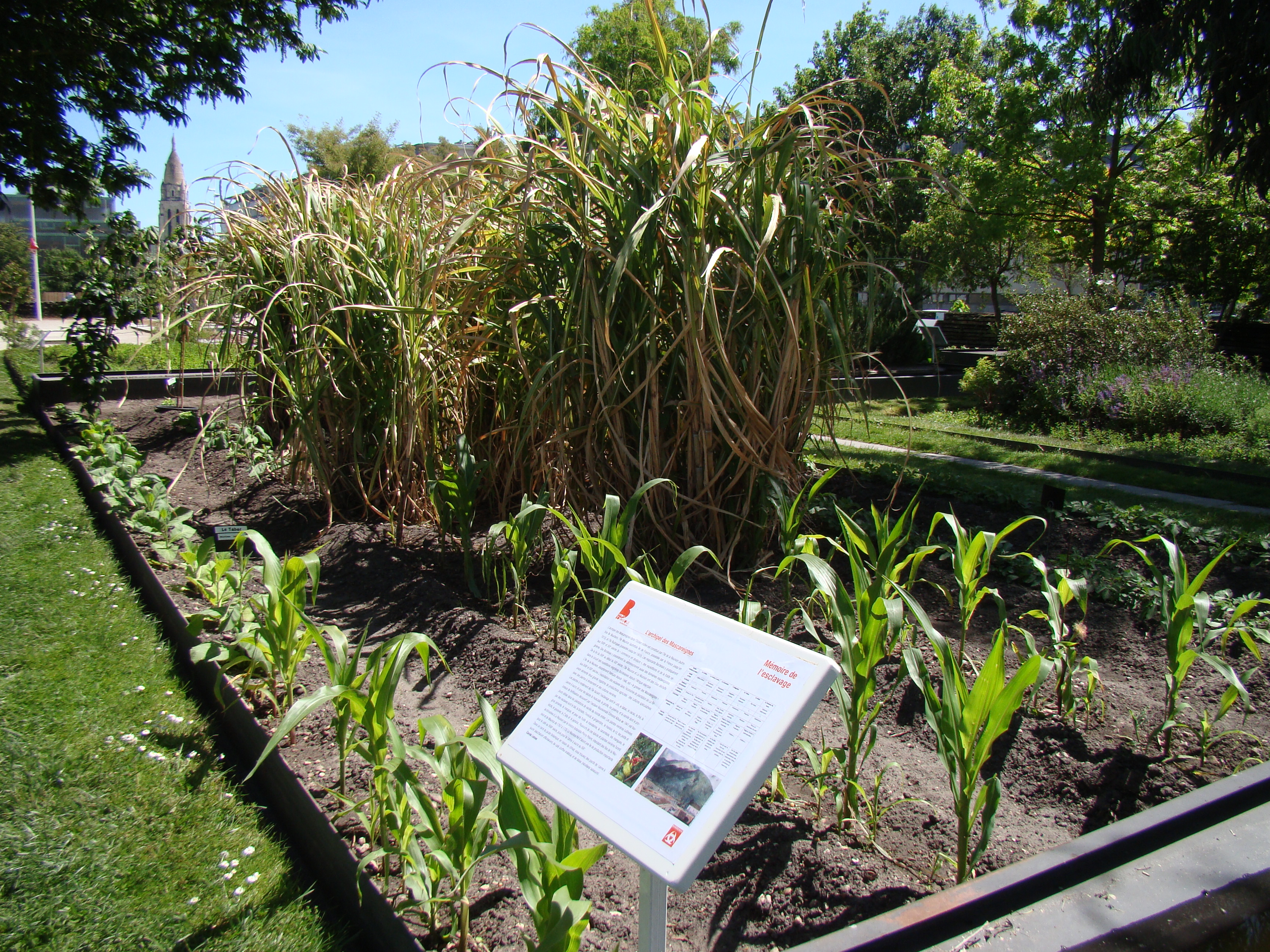
Le jardin de la mémoire.

Depuis le 12 mai 2019, une parcelle d'environ 70 m2 est dédiée aux plantes que récoltaient les esclaves africains dans le habitations coloniales. On y trouve à la fois les plantes à rendement, cultivées pour le compte des maîtres, comme le coton, le café, l'indigo, le tabac, la canne à sucre ; mais aussi les plantes qui nourrissaient les captifs tels le maïs, la pomme de terre et le manioc. Le climat de Bordeaux ne permettant pas la culture de toutes les plantes, il manque des espèces comme le cacao, les épices (muscade, poivre, vanille…) et certains arbres fruitiers (goyavier).

### Jardin de la mairie

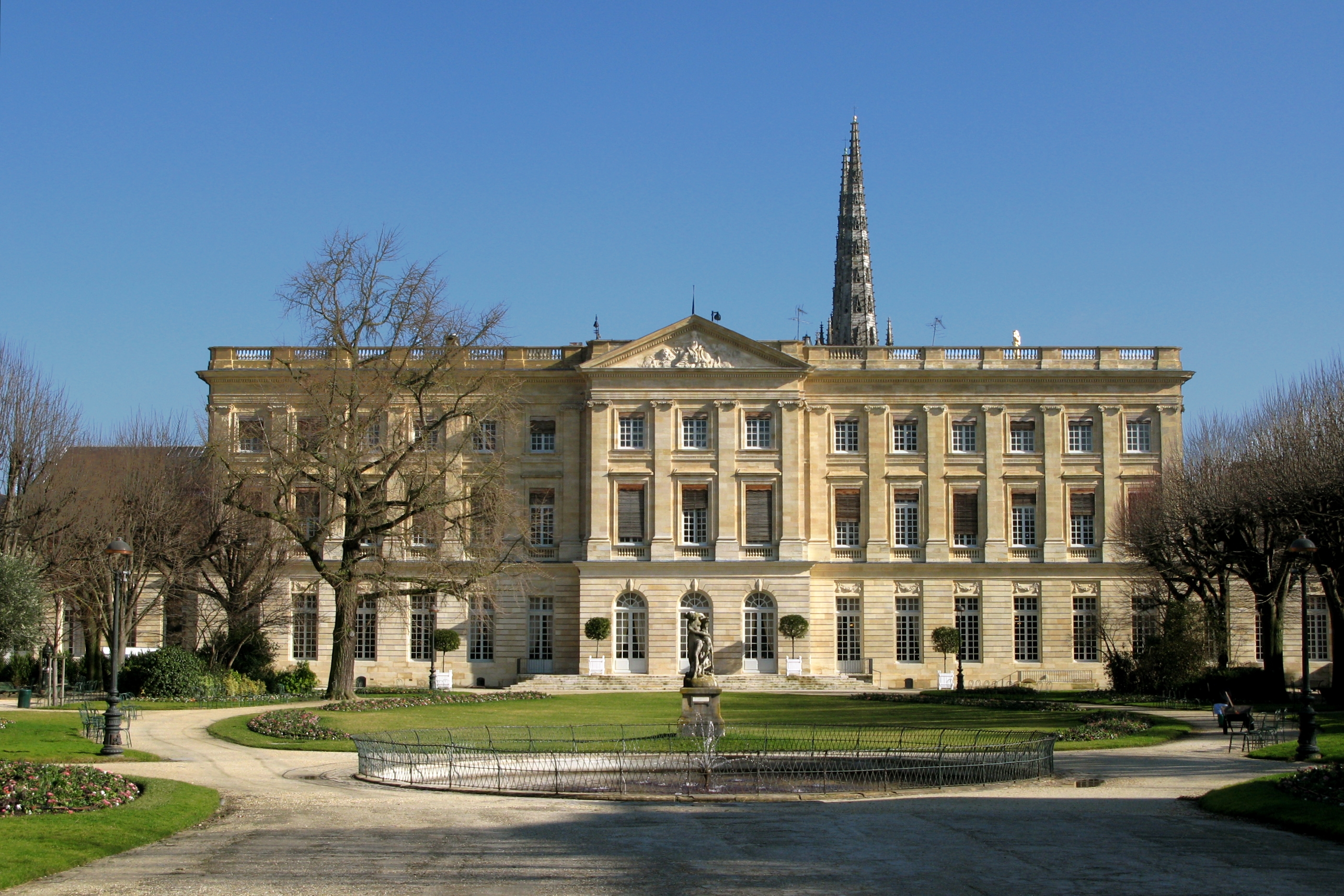
Jardin de la mairie.

A l'arrière de la mairie de Bordeaux, le Palais Rohan, un premier jardin avait été tracé en 1777-1778 sur un plan régulier à la française. Dès 1783, l'archevêque Champion de Cicé le fait mettre à la nouvelle mode anglaise. La Révolution le transforme ensuite en jardin botanique. Après plusieurs remaniements, il ne prend son aspect actuel qu'en 1880 avec la construction, de chaque côté du jardin, de deux galeries pour abriter le Musée des beaux-arts. Ces deux ailes sont l’œuvre de l'architecte Charles Burguet.
La grille monumentale, mise en place en 1879, a été réalisée par Marius Faget dans l'esprit du XVIIIe siècle.
Ce jardin d'un hectare contient aussi une fontaine Wallace et plusieurs œuvres d'art remarquables, parmi lesquelles L'apôtre de Raoul Larche, et la Nymphe de Diane de Jean Rispal.

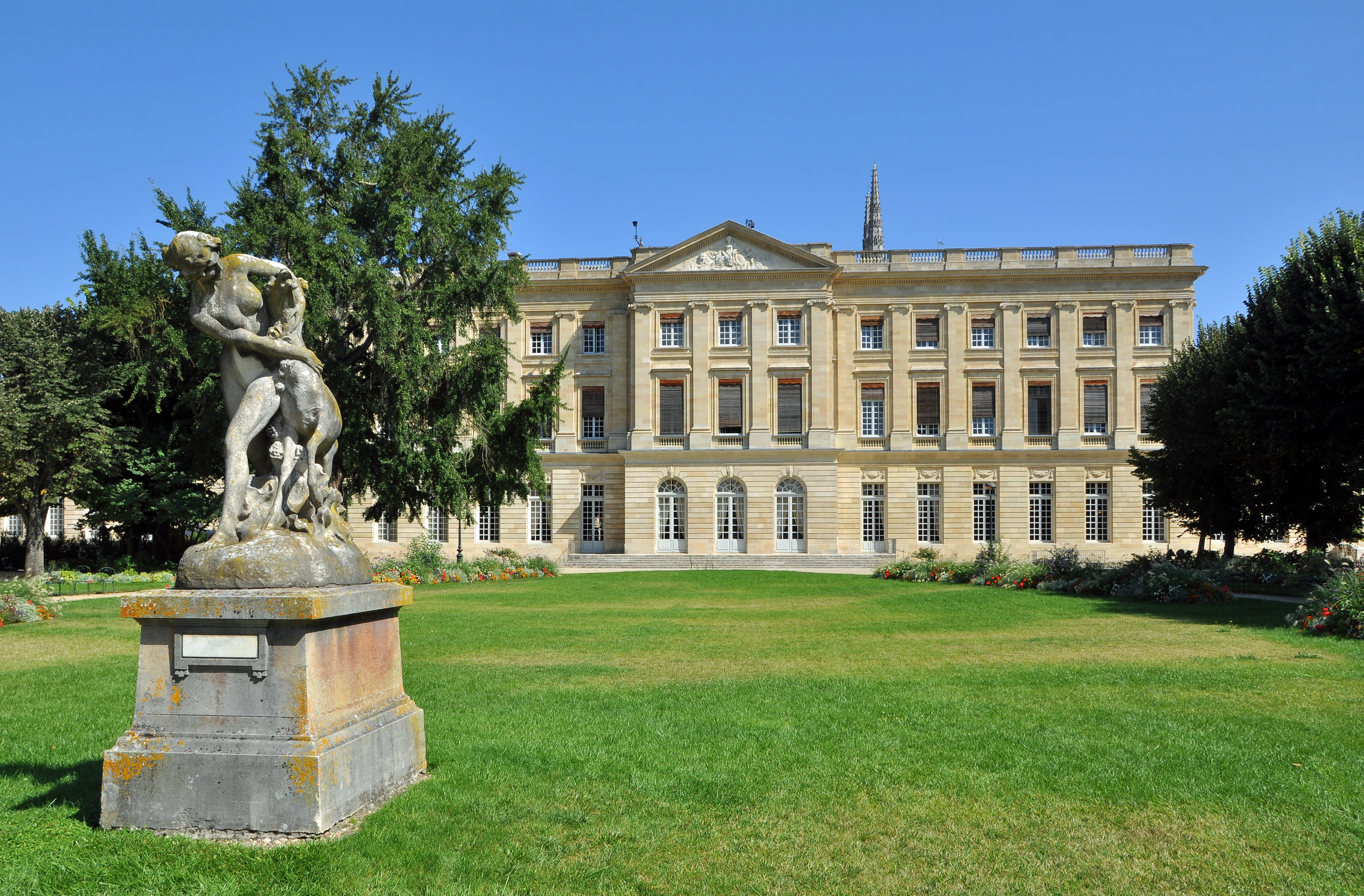
Jardin de la mairie.
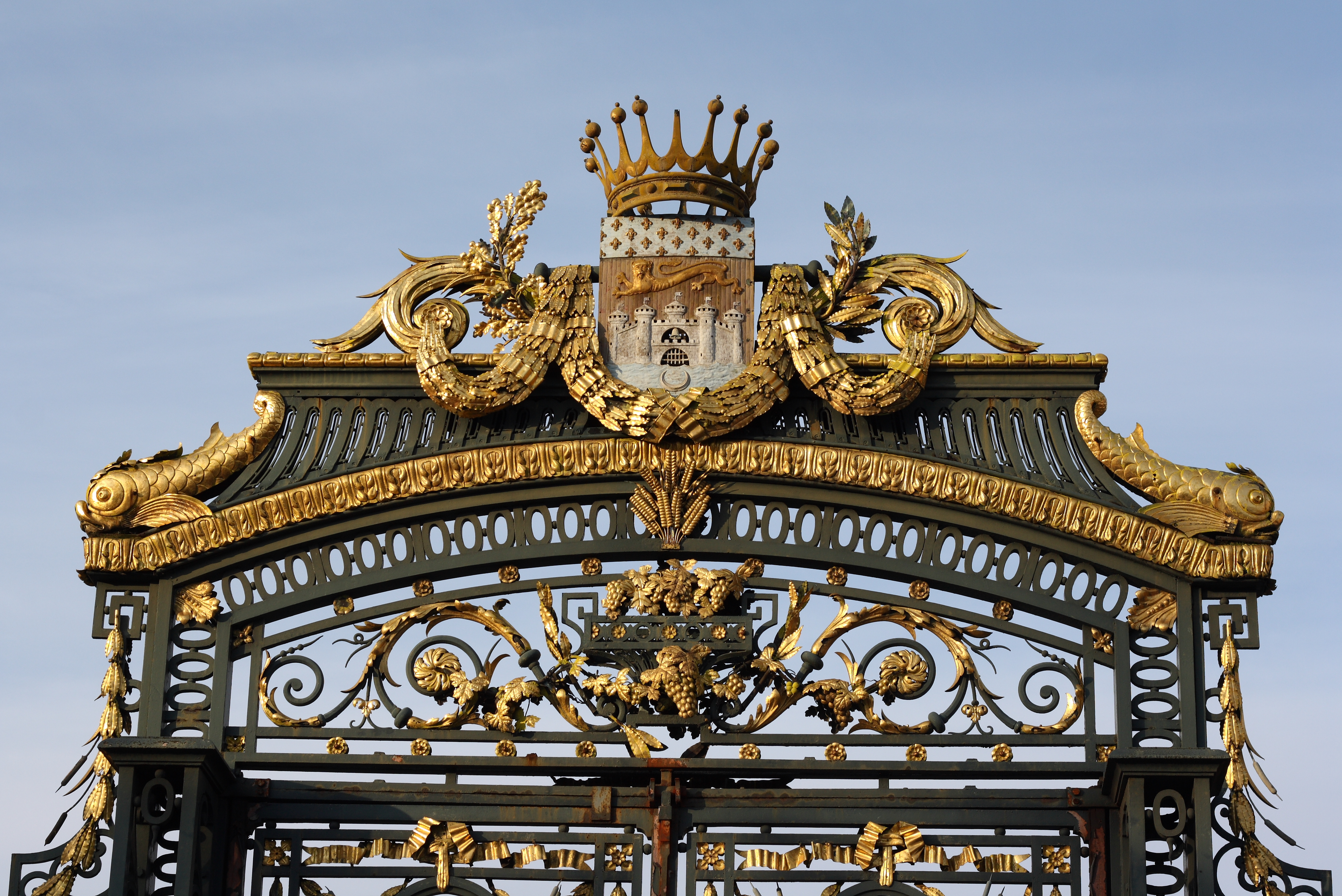
Armoiries de Bordeaux, sur le portail d'entrée du jardin.
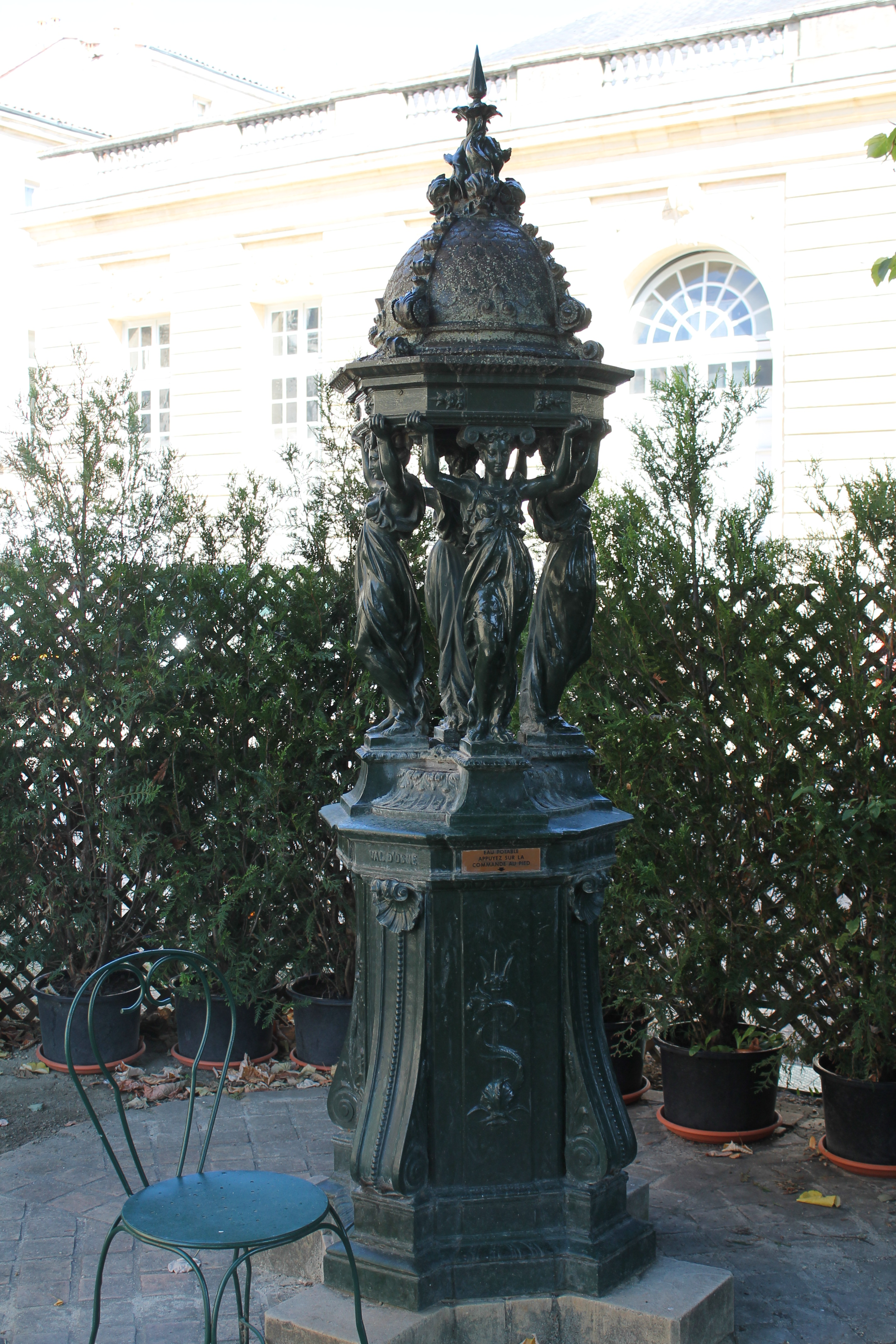
Fontaine Wallace.
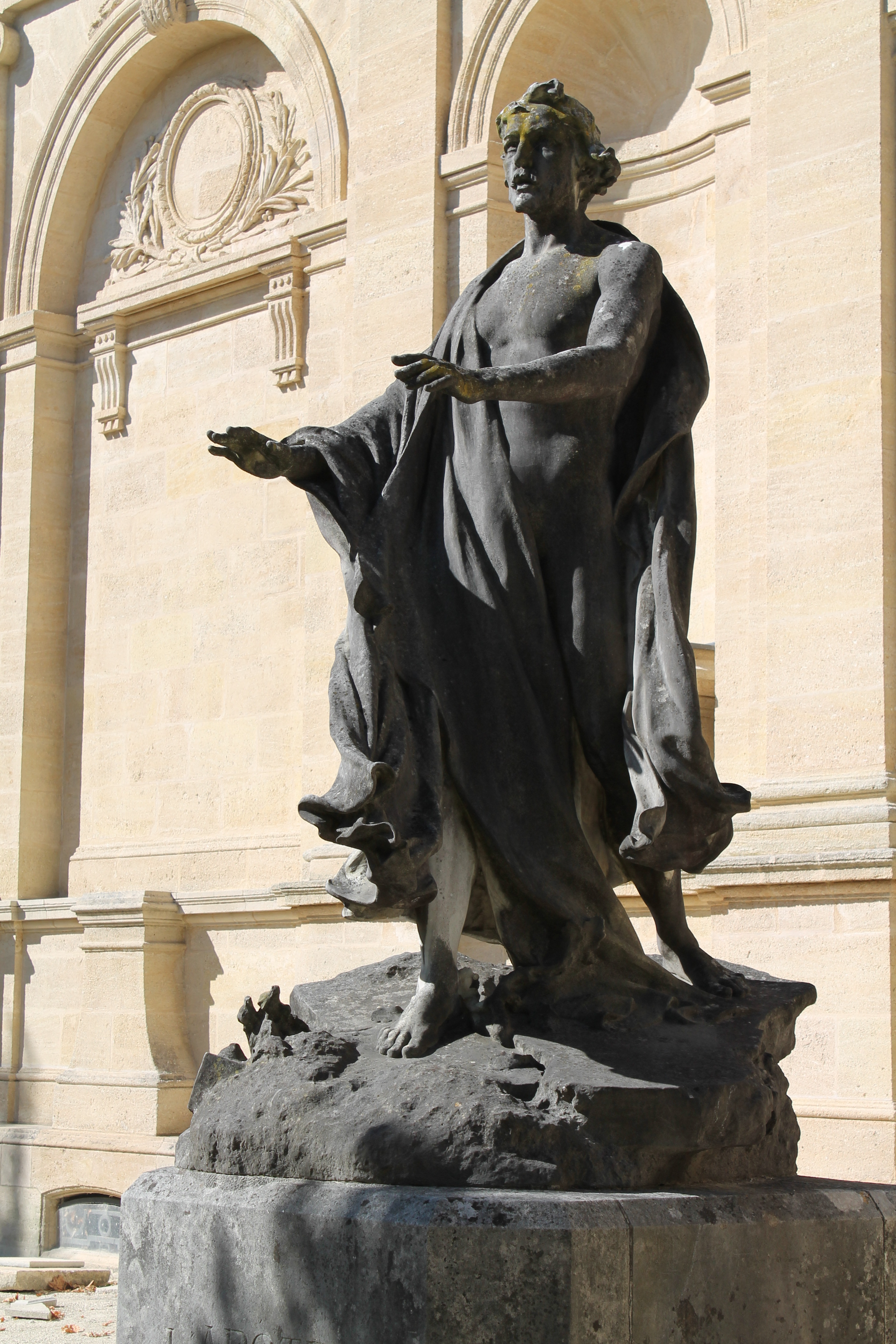
Sculpture l'Apôtre.
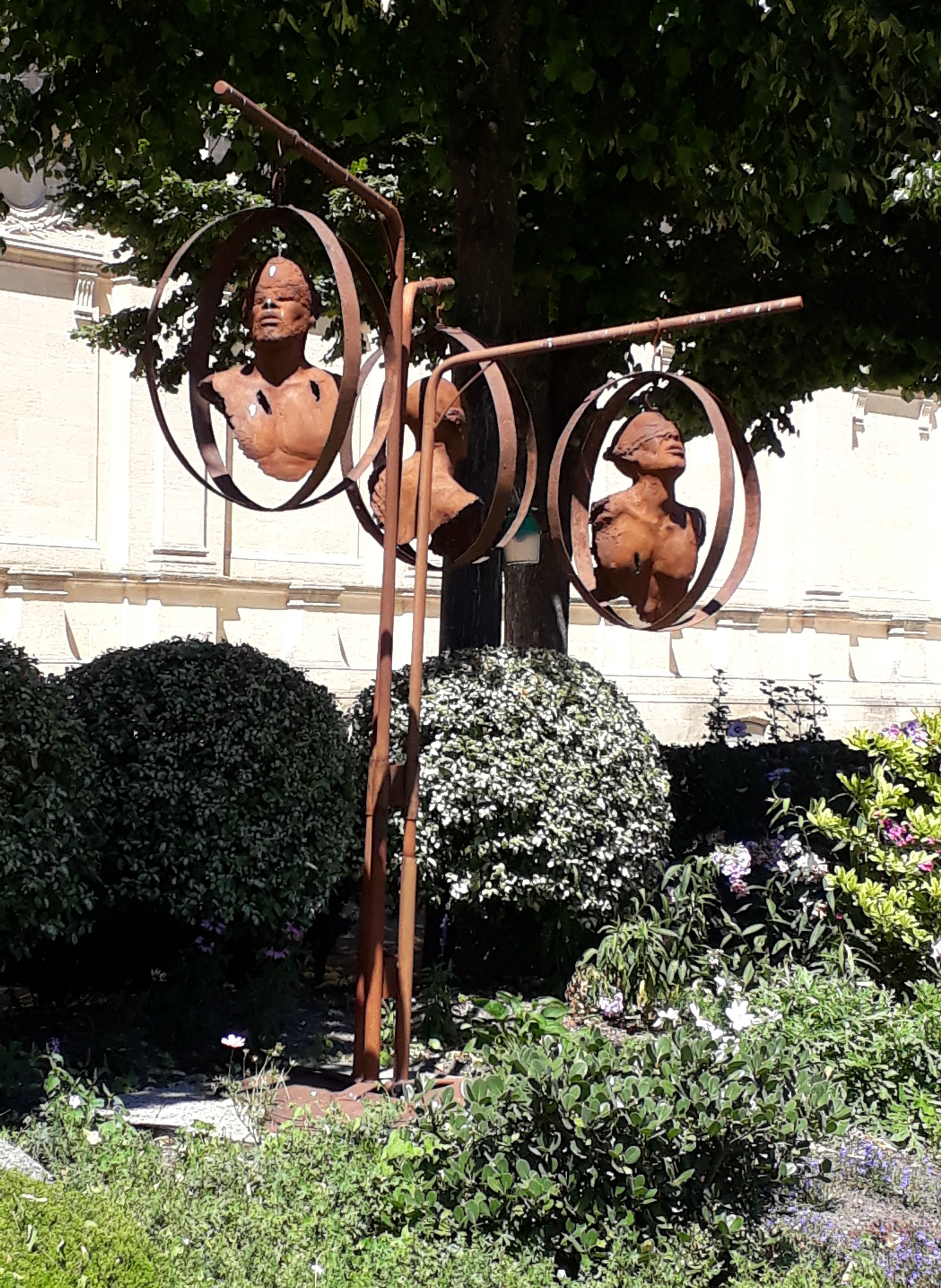
Sculpture Strange Fruit.

### Promenade Corajoud
La promenade Corajoud (93 hectares), inaugurés en 2009, est l’aboutissement de la réhabilitation des quais de Bordeaux par l’équipe du paysagiste Michel Corajoud. Elle s'étend d'une rive à l'autre de la Garonne entre le pont de pierre et le pont Chaban-Delmas. Sur la rive gauche, la bande de jardins met en valeur les façades du 18e siècle et crée des lieux de vie en face des différents quartiers, de Saint-Michel à Bacalan. Sur la rive droite, quartier de La Bastide, le parc aux Angéliques se déploie, mettant l'accent sur le végétal.
3 entités la compose sur la rive gauche, le Jardin des Lumières, le Parc des Sports Saint-Michel et la promenade des Girondins.
On s'y rend pour s'y promener ou se dépenser sur les espaces sportifs, boire un verre ou déjeuner au marché des Chartrons, à Bord'eau Village ou dans des restaurants sur les quais, contempler le paysage de la Garonne.

#### Jardin des Lumières

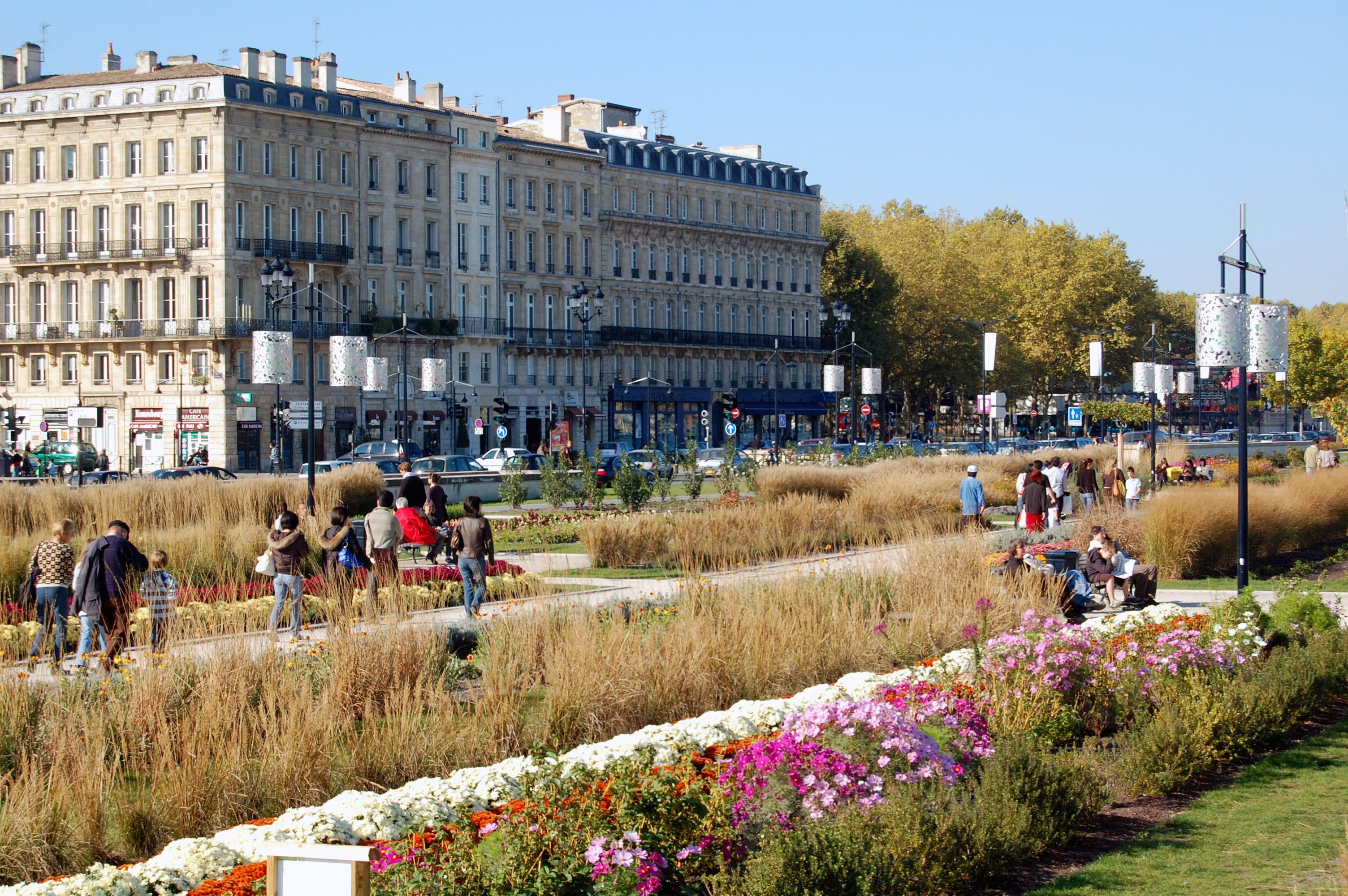
Jardin des Lumières.

De part et d’autre du miroir d’eau, place de la Bourse, deux grands espaces sont aménagés avec des plantations basses pour dégager la vue : le Jardin des Lumières. C'est un lieu de promenade le long d'allées piétonnes et de placettes aménagées, composé de 223 plates-bandes et d'environ 33 000 plantes. On y trouve :
10 000 vivaces et graminées, réparties en 116 espèces et variétés ;
4 000 arbustes taillés de 15 espèces différentes ;
19 000 plantes annuelles à massifs, réparties en 40 espèces et variétés.

#### Parc des Sports Saint-Michel
Le parc des sports Saint-Michel est un équipement en accès libre sur les quais, ouvert au public depuis le 1er mai 2009 ; il a été conçu par l'architecte-paysagiste Michel Corajoud. Il couvre un espace de 5,5 hectares en bord de Garonne depuis le pont de pierre jusqu'au quai Sainte Croix et propose plusieurs aires de promenade et de détente ludiques ou sportives de plein air.
Le parc des sports Saint-Michel est constitué de plusieurs plateaux de jeux :
- un fronton avec une surface de jeu de 10m par 16m et un terrain de 47m de long pour la pratique de type pelote basque.
- une aire de rink hockey de 42m par 18m en béton lisse.
- une aire de basket ball de 18m par 11m en revêtement béton bitumeux.
- un terrain de football urbain en gazon synthétique de 32m par 16m.
- une aire en sable de beach volley de 40 m par 18 m transformable en 1 terrain central ou 3 mini terrains.
- un espace de sport d'orientation.
- une aire de renforcement musculaire permettant le street workout.

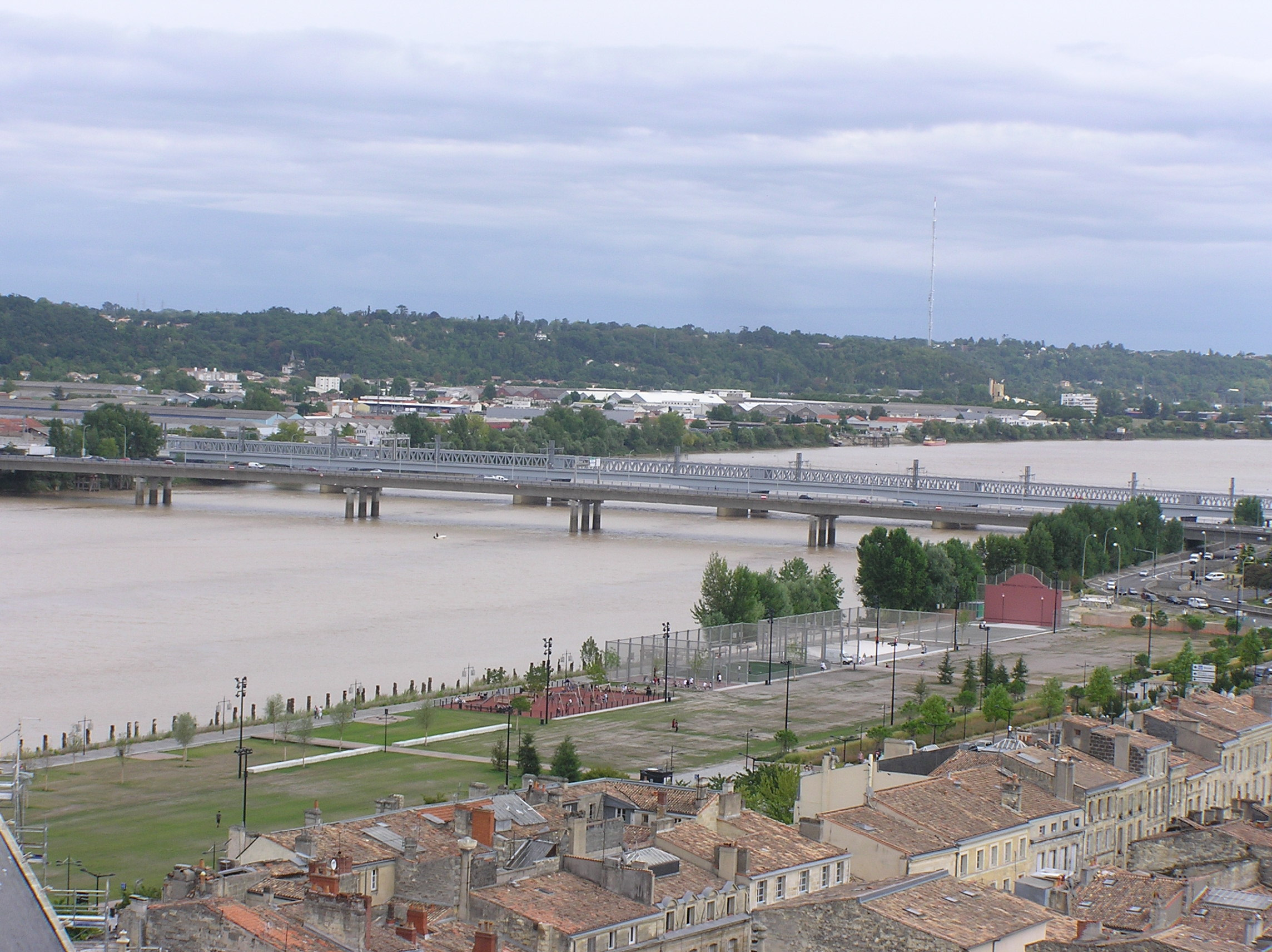
Parc des Sports Saint-Michel vu depuis la flèche Saint-Michel.

#### Parc aux Angéliques
Le Parc aux Angéliques est un projet de (10 hectares qui entame sa dernière phase de construction. Cet espace vert s’étend du Pont Saint-Jean jusqu’au Pont Chaban-Delmas, il offre donc une longue et belle promenade sur la quasi-totalité des quais de la Rive Droite. Le Parc aux Angéliques a été délimité en 3 parties distinctes à travers lesquelles il est possible découvrir nombreuses formes de végétation et bénéficier également d’une sublime vue sur l’ensemble des quais de la Rive Gauche et son patrimoine urbain remarquable, en partie inscrit au patrimoine mondial (Port de la Lune), avec ses façades XVIIIe siècle, ses nombreux édifices classés ou inscrits au titre des monuments historiques.

### Réserve écologique des Barails

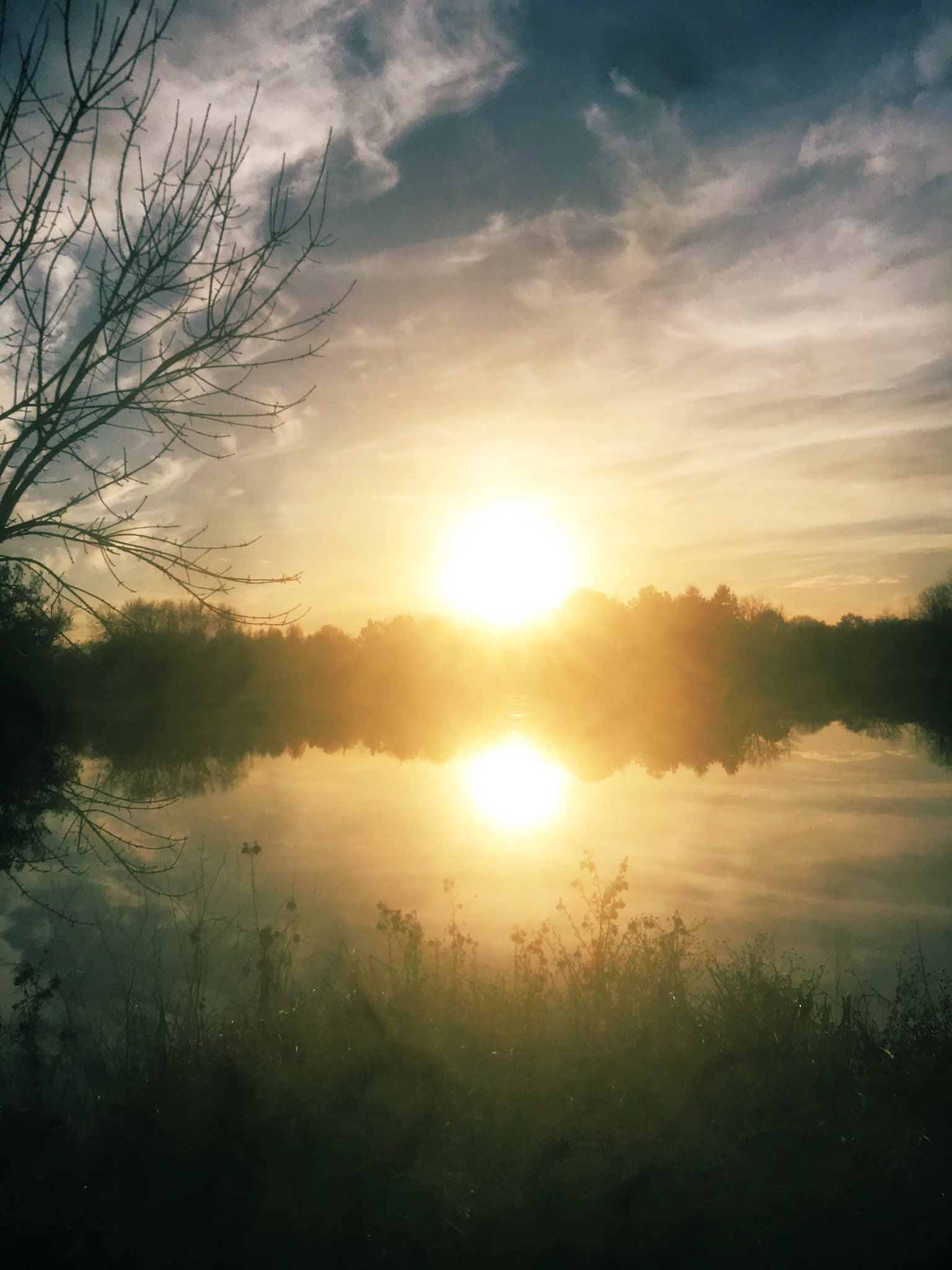
Plan d'eau artificiel du Parc floral de Bordeaux.

Située au nord de Bordeaux, cet espace de 156 hectares inauguré en octobre 2018 regroupe désormais le parc floral, le bois de Bordeaux et les zones humides environnantes. Avec près de 160 hectares, la réserve écologique des Barails représente désormais le plus grand espace vert de la ville de Bordeaux.

#### Parc floral
Conçu en 1992, à l’occasion des premières « Floralies internationales de Bordeaux », ce parc floral est un espace vert de 33 hectares créé artificiellement autour d’un plan d'eau lui-même artificiel qui s’étend sur 33 hectares au nord de Bordeaux, entre le stade Matmut-Atlantique et le golf de Bordeaux-Lac. Si l’on lui ajoute le Bois de Bordeaux, les promeneurs peuvent profiter de près de 150 hectares de prairies et d’étangs.
On y trouve notamment :
- Un torrent de 250 mètres de long doté de 300 tonnes de galets et pierres pyrénéennes ramenés d’Argelès-Gazost,
- Des jardins ont été aménagés lors de la création du parc floral en 1992 à l’occasion des Floralies internationales, autour d’objets offerts par 11 villes jumelles de Bordeaux,

Chaque ville jumelle de Bordeaux a conçu son jardin autour d’un symbole l'identifiant : terrasses et oliviers pour Ashdod, jardin mauresque, mosaïques et mosquée Hassan-II miniature pour Casablanca, jardin japonais pour Fukuoka, à l’anglaise pour Bristol, à l'américaine pour Los Angeles, pagode pour Wuhan, et d'autres pour Madrid, Québec, Munich, Porto et Lima.

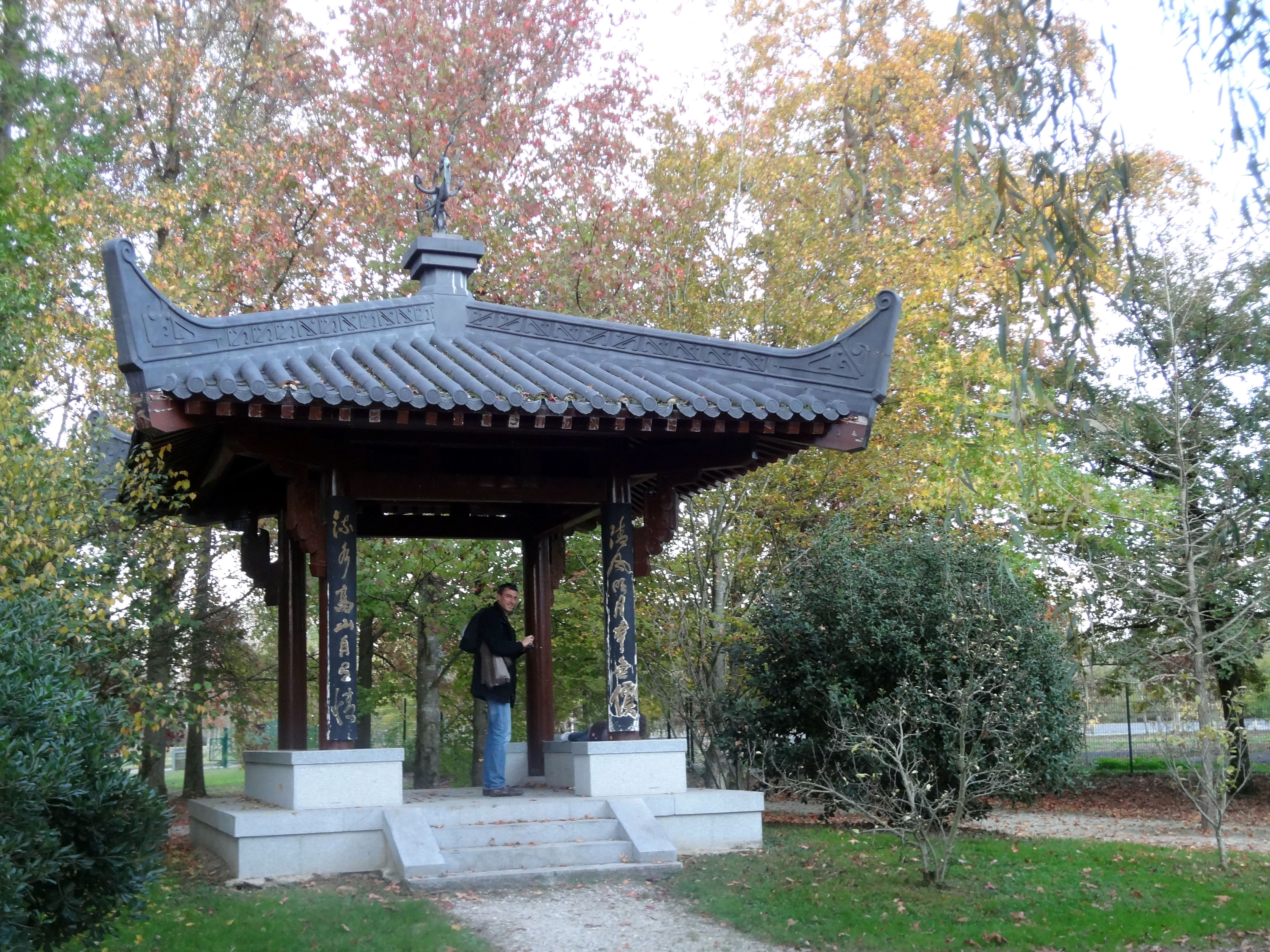
Jardin de Wuhan.
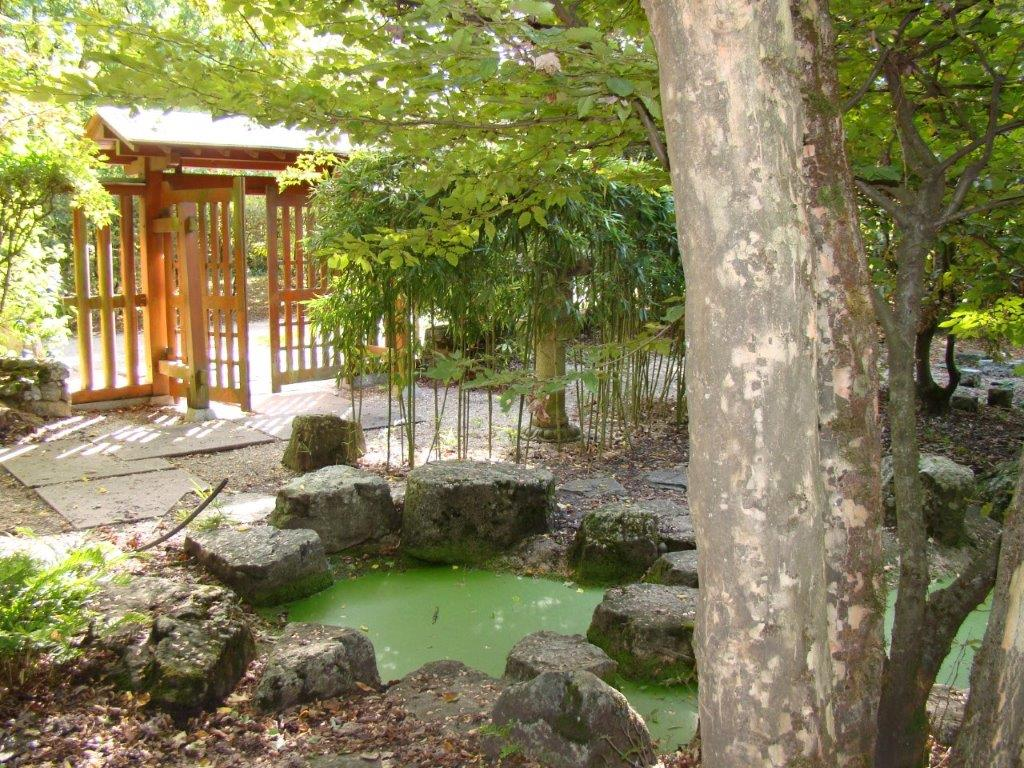
Pavillon de Fukuoka.
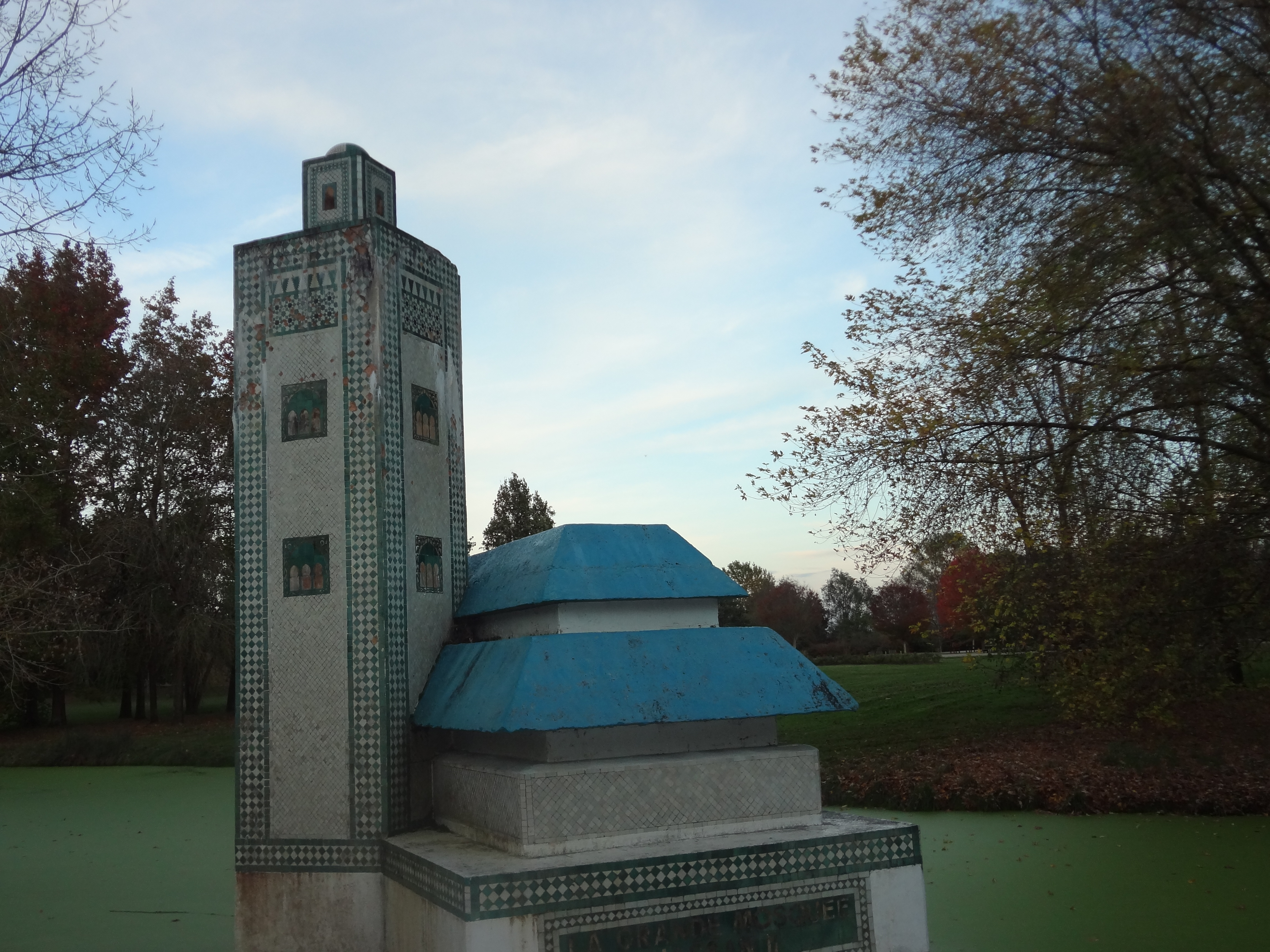
mosquée Hassan-II de Casablanca miniature.

- L'un des plus beaux jardins de pivoines du sud de la France avec 65 variétés différentes, ainsi que 180 espèces d’iris et 150 variétés de rhododendrons.
- Arboretum où ont été plantés de nombreuses variétés dont de nombreux magnolias.
- Roseraie de 5 000 m2, consacrée à l'histoire de la rose, qui présente les plus belles variétés de roses anciennes et de créations modernes.
- Des jardins de terre de Bruyère, d'azalées, de camélias.
- Des exemplaires de toutes les variétés de vignes ont été plantés.

Une équipe d'une dizaine de jardiniers travaille à temps plein pour entretenir les plus belles collections et offrir un véritable coin de nature en périphérie de la ville.

#### Bois de Bordeaux
Inauguré en 1975, le bois de Bordeaux offre 87 hectares boisés (forêt artificielle) et plus de 50 hectares de prairies et d’étangs, officiellement inscrits dans le domaine des espaces verts publics de la ville.
Le travail paysager particulièrement soigné, avec la formation de quelques buttes et la plantation d’essences adaptées au site (20 espèces différentes d’érables mais aussi de bouleaux, dix espèces de pins et de hêtres, peupliers, châtaigniers, frênes, séquoias, sapins, saules pleureurs, etc.), donne à l’ensemble une originalité le distinguant des espaces verts réaménagés au XIXe siècle en ville, comme le Jardin public et le Parc bordelais.
Ce bois est fermé aux automobilistes par des rocailles, la pêche et la chasse y sont interdites par arrêté municipal.
Les principales activités physiques et sportives sont le jogging, la marche et la bicyclette.
La gestion raisonnée du site par, entre autres, la suppression de pesticides, la mise en place de fauche tardive et le pâturage, a permis un développement de la biodiversité spécifique (oiseaux, insectes, orchidées, etc.).

### Jardin central de la Place Gambetta

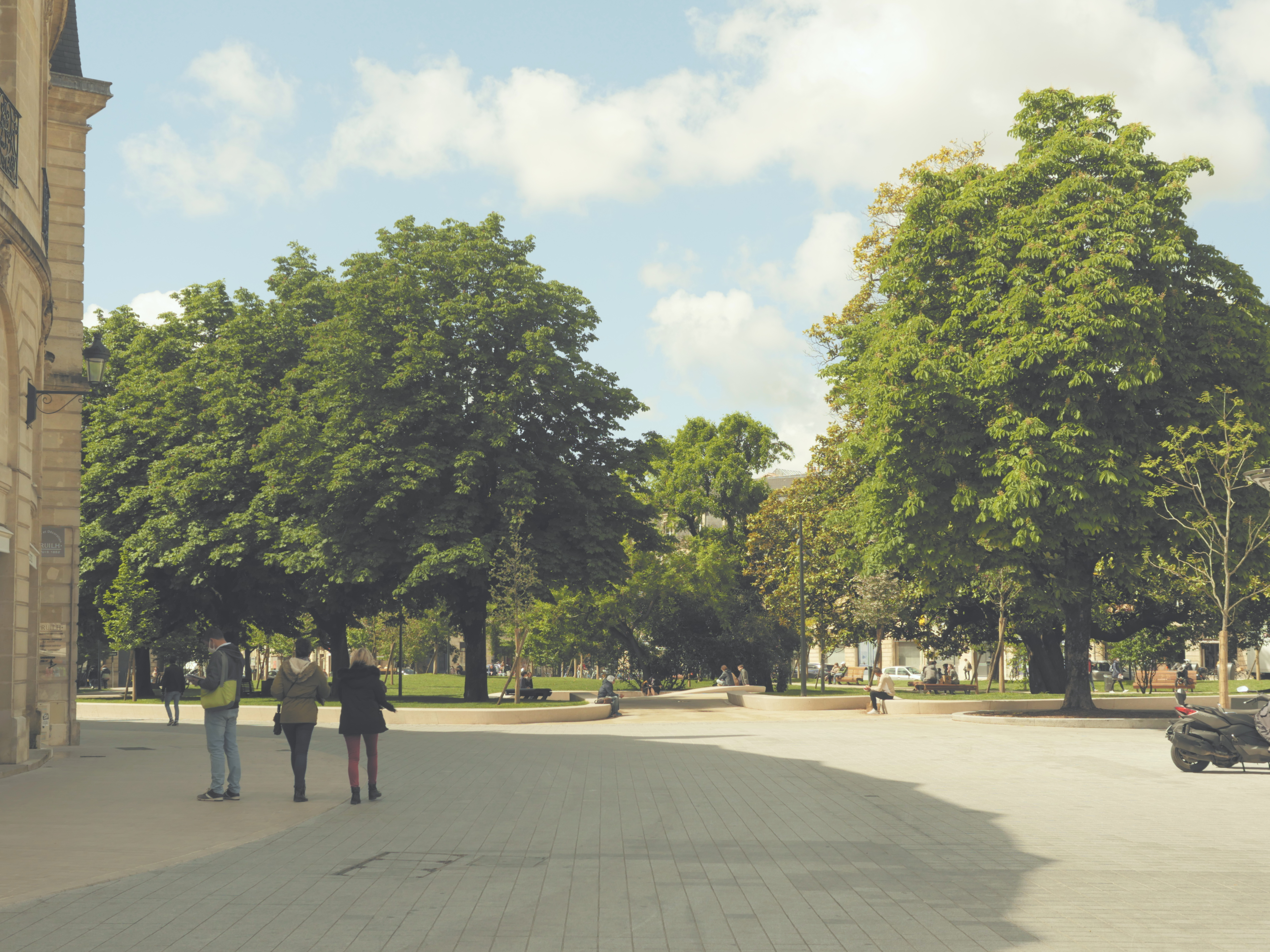
Jardin central de la Place Gambetta.

Précédemment, la Place Gambetta comportait un jardin composé de deux espaces verts et d’un bassin avec des poissons et un petit pont aux bordures en fer forgé, entourés d’un alignement de marronniers.
À la suite de l'appel à projet lancé par la ville de Bordeaux et Bordeaux Métropole, c'est la proposition de jardin à l'anglaise du groupe néerlandais West 8, basé à Rotterdam qui a été retenue. Les infrastructures voiries et réseaux étant confiées au CETAB, l'aspect nature relevant de la paysagiste bordelaise Sabine Haristoy. La réalisation de l'éclairage étant elle assurée par l'agence lyonnaise Les éclaireurs. Dans sa nouvelle présentation la place a été ouverte au public (sans inauguration) le 19 février 2021.
Dans sa nouvelle mouture la surface de la place consacrée aux espaces verts a augmenté de façon significative et est passée de 2 392 m2 à 3 851 m2.
Le jardin compte aujourd'hui 70 arbres contre 44 dans la version précédente.
L'ancien bassin est remplacé par un espace à double fonction, fontaine avec jets d'eau ou mini miroir d'eau, selon les saisons.

### Parc Rivière
Ce parc de 4 hectares, ouvert en 1982, a été aménagé dans le jardin d'une ancienne demeure bourgeoise du XIXe siècle (achetée par le baron Alfred de Luze en 1827), revendu à la ville en 1977, dont il reste les ruines. Il est situé rue Mandron, entre l'Institut culturel Bernard Magrez et la cité du Grand Parc.
En 2004, dans les écuries rénovées de l'ancienne demeure bourgeoise, la Ville de Bordeaux a installé la Maison du jardinier et de la nature en ville, un lieu qui a pour mission de sensibiliser le public au jardinage écologique. A noter la présence de nombreuses espèces d’arbres (centenaires pour certains), de ruches et d’une belle serre de 75 m2.
En été l'équipe de la Salle des fêtes de Bordeaux Grand-Parc y organise le festival pluridisciplinaire  « Un été au Grand Parc Rivière ».

### Jardin de la Béchade

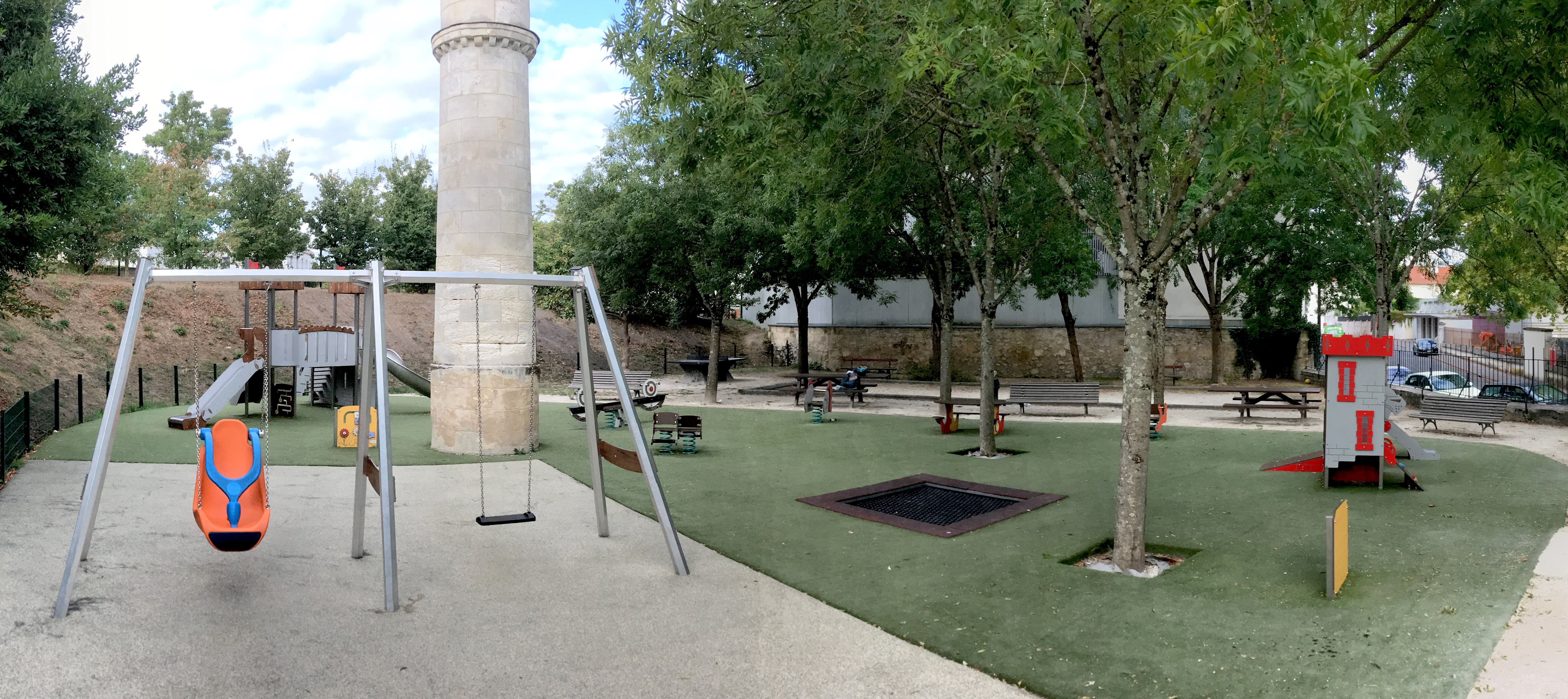
Aire de jeux du Jardin de la Béchade.

Triangle de verdure près du stade Chaban-Delmas, le jardin de la Béchade est une ancienne propriété privée cédée à la ville de Bordeaux. Lors de son inauguration en 2001 à l'occasion de la Fête de l'arbre, soixante espèces de chênes du monde entier et de nouveaux plants de vigne y ont été plantés par les enfants des écoles.
Aux détours de ses allées de terre, des orangers des Osages (arbre canadien) et des arbres tricentenaires participent à la beauté de cet espace de plus d'un hectare (11 000 m2), sur lequel se trouvent aussi une aire de jeux et un terrain de pétanque.
Ce parc a la particularité de posséder des composteurs collectifs et une parcelle de vignes, dont une parcelle de Merlot et Cabernet Sauvignon qui produit du vin de Bordeaux, à partir d'une vendange réalisée avec les enfants des écoles du quartier et les personnes âgées des RPA, lors de la "Fête à Gégé" (fête de l'intergénérationnalité). L'ancienne parcelle de vignes de table a été réaménagée en jardin partagé pour les habitants du quartier. De nombreuses manifestations de quartier s'y déroulent (Cité Run, visites, expositions artistiques, etc.).

### Jardin des remparts
Le jardin des Remparts est un élément de l'ancien couvent des Capucins, perché sur les remparts du XVe siècle. Il laisse encore apparaître les anciennes terrasses d'artilleries, chemin de ronde et meurtrières. Les vestiges de son appartenance au couvent des Capucins structurent ce jardin promenade. Un double alignement de platanes centenaires accompagne les 200 m de long du jardin qui est ponctué par un oratoire et un escalier pittoresque menant à une cour de l'ancien couvent.
Le jardin des Remparts a ouvert ses portes en décembre 2013 mais est actuellement fermé pour une durée indéterminée car une partie du mur du jardin pose un problème de sécurité qui interdit son ouverture au public.

### Jardin de ta Sœur
Le Jardin de ta Sœur, situé au cœur du quartier des Chartrons, s'étend sur 7 000 m2.
C'est le Collectif du Jardin de ta Sœur (association de fait, non-déclarée) qui a imaginé un espace vert sur la « friche Dupaty ». Par la suite, le projet fut discuté avec la mairie de Bordeaux et la « friche Dupaty » devint officiellement le « Jardin de ta Sœur » en 2006. Il comporte une aire de jeux, des sculptures et du mobilier urbain créés avec les habitants et un potager collectif.
Ce nouveau jardin est un laboratoire de création et d'expérimentation avec des constructions éphémères (sculptures, cabanes, jeux), un atelier de création artistique, de manipulation, de bricolage et une zone d'expression libre (mur de graffitis).

### Autres parcs et jardins

Cité du Vin.

- Les Berges de la Garonne sont un espace vert de huit hectares qui descendent en peigne vers la Garonne et créent une percée visuelle vers le fleuve jusqu’au pied du pont d’Aquitaine. Le parc est entretenu de façon écologique. À proximité, un milieu naturel de grande valeur écologique : la forêt riveraine des berges de Garonne ; elle est constituée essentiellement d’aulnes et de saules, sous lesquels se développe l’angélique des estuaires, une plante protégée au niveau européen[21].

- Le "Jardin sauvage" (tel qu'il a été baptisé) de la Cité du Vin est un concept paysager en conformité avec le classement Natura 2000 de la zone. Le jardin est décliné en quatre séquences : le parvis, la promenade des berges, le patio central et la grande prairie. 145 jardinières – de 1 m de long x 20 cm de large – sont implantées en quinconce dans le prolongement du patio central[22].

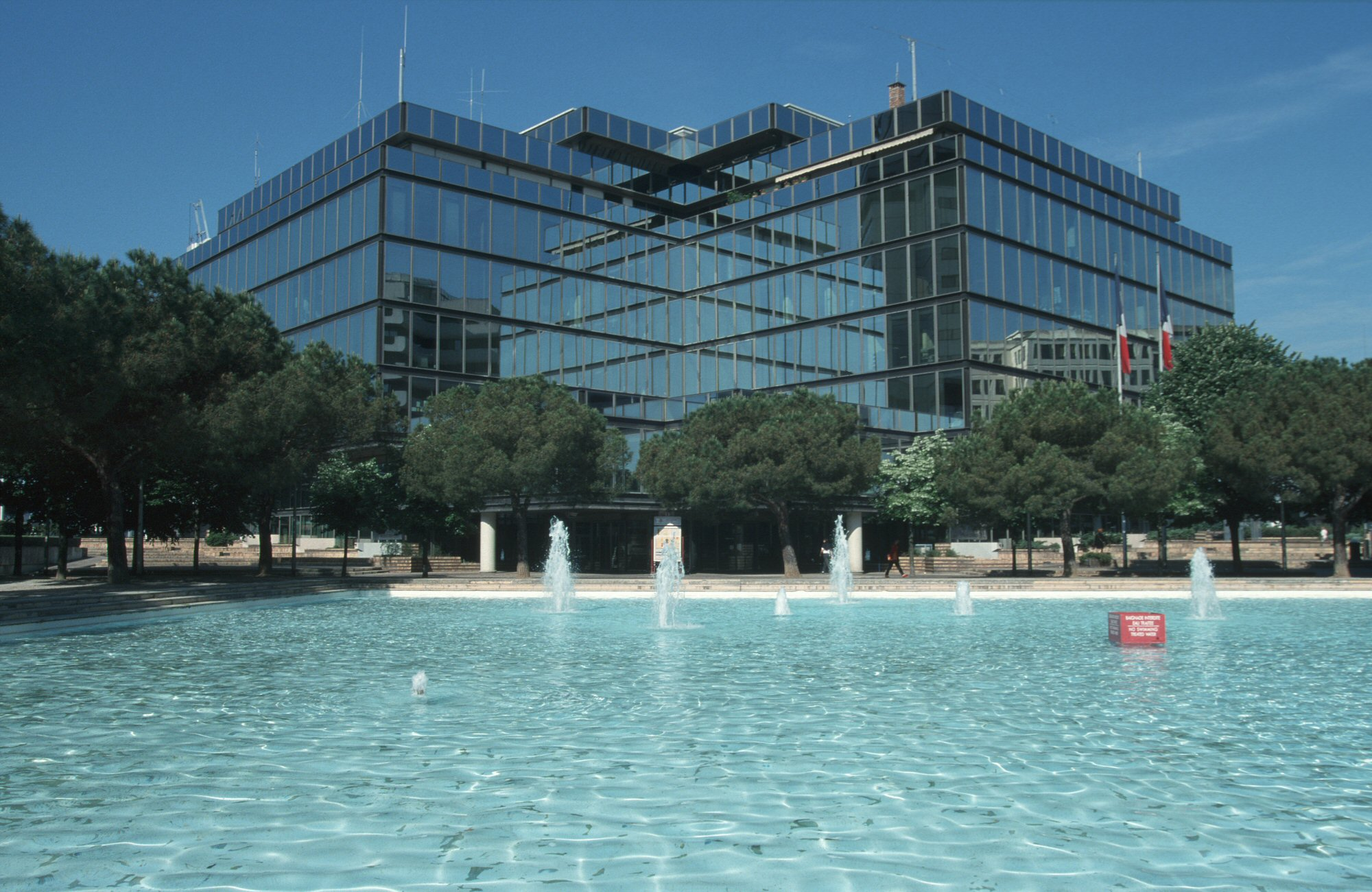
Jets d'eau devant l'Hôtel de préfecture, Esplanade Charles-de-Gaulle.

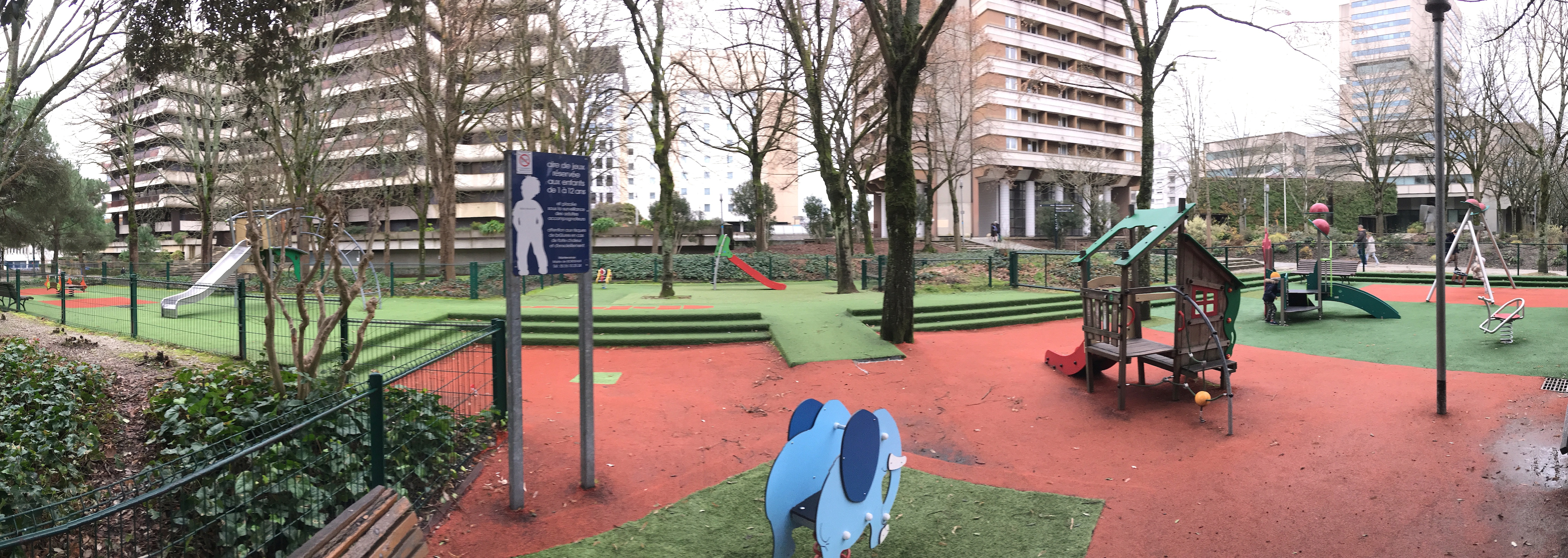
Aire de jeux de l'Esplanade Charles-de-Gaulle à Mériadeck.

- L'Esplanade Charles-de-Gaulle est située à Mériadeck. C'est un espace vert entouré d'arbres et d'une belle promenade où on y retrouve des bancs, des jets d'eau ainsi que plusieurs monuments érigés à la mémoire de la seconde guerre mondiale.

- Le Square Vinet est installé entre la rue du Cancéra et la rue Vinet (à proximité de la place Camille-Jullian. Il abrite un jardin vertical de 400 m2 (100 mètres de long), fruit du travail du botaniste Patrick Blanc. Entièrement rénové, il a ouvert ses portes durant l'été 2005[23].

- Le Parc paysager du Grand Parc fait partie du projet de rénovation urbaine du quartier Grand Parc, initié en 2012. Le parc est découpé en bandes thématiques distinguant les espaces de détente, les espaces de loisirs et de sports et les jardins partagés. Parmi les nouveautés figurent des aires de jeux, un plan de végétalisation comprenant notamment la plantation de 230 arbres, 2 500 m2 de potagers collectifs, de nouvelles allées de promenade accessibles aux personnes à mobilité réduite[24].

- Le Parc de Bacalan, vaste de plusieurs hectares et de style contemporain, a été inauguré en 2001 et agrandi dès 2003. Il offre une belle vue sur la Garonne et les coteaux de la rive droite, et sa palette végétale riche s’harmonise parfaitement avec son environnement. Une aire de jeux y est emménagée[25].

- Le Parc Monséjour est un parc de 4 ha, labellisé espace vert écologique, planté d'arbres centenaires (en majorité des chênes). Une aire de jeux y est emménagée[26].

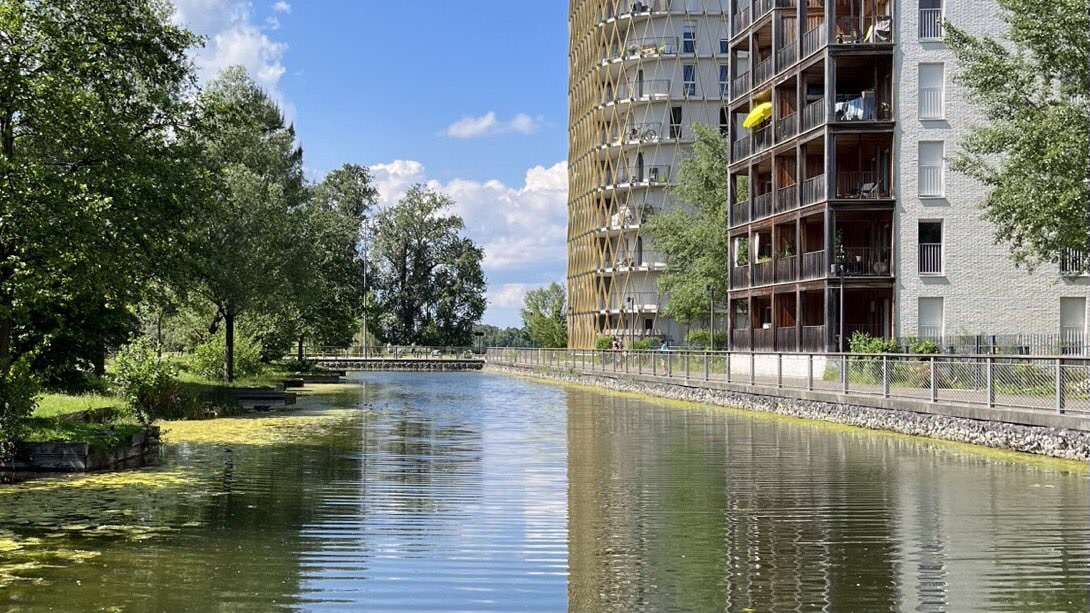
Parc Eugène et Denis Bühler dans l'écoquartier Ginko

- Parc Eugène et Denis Bühler dans l'écoquartier GinkoLe Parc Denis et Eugène Bühler a été imaginé par l'agence Signes et réalisé par Bouygues Immobilier dans le cadre de construction du quartier Ginko sur 4.5 d'espace vert (pelouses et zones boisées). Constitue un trait d'union entre Les Aubiers et l'écoquartier Ginko. Se situe entre le Centre de formation de Bordeaux et le Canal du Parc de Ginko[27].

- Le parc Pinçon, à La Benauge, d’une surface de 2.5 ha compte actuellement 110 arbres dont la plupart datent de la création du parc entre 1955 et 1960. L'aire de jeux est l'une des plus grandes de Bordeaux (860 m2)[28].

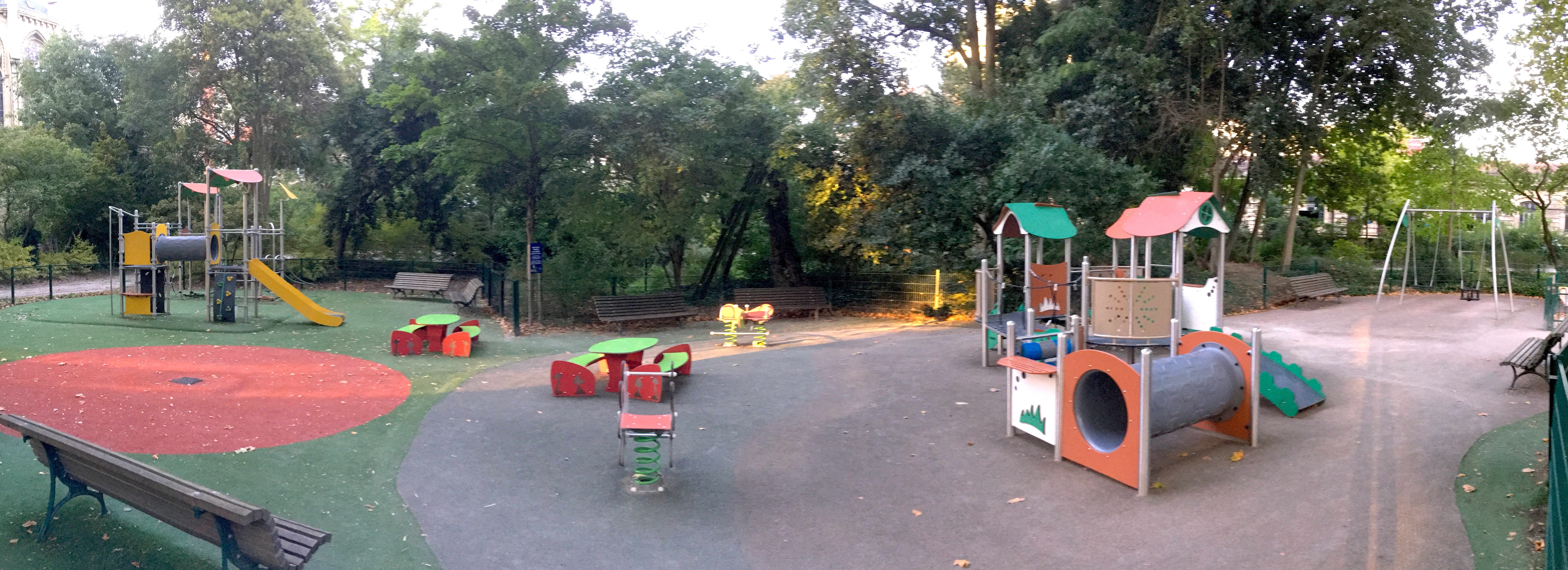
Aire de jeux du Jardin des Dames de la Foi.

- Le Jardin des Dames de la Foi du XIXe siècle a été racheté par la mairie en 2001 et ouvert au public l’année suivante. De tradition anglaise et aménagé dans une ancienne propriété privée de 0,8 hectare, le jardin offre au regard des promeneurs de magnifiques chênes verts d’un autre âge. Le lieu est aussi apprécié pour ses aires de jeux.

- Le Jardin de la Visitation est une ancienne propriété du clergé réaménagée à la suite d'une opération immobilière. Espace boisé classé et labellisé Ecojardin depuis juillet 2011 pour sa gestion écologique, l'espace est également un refuge LPO (Ligue pour la protection des oiseaux)[29].

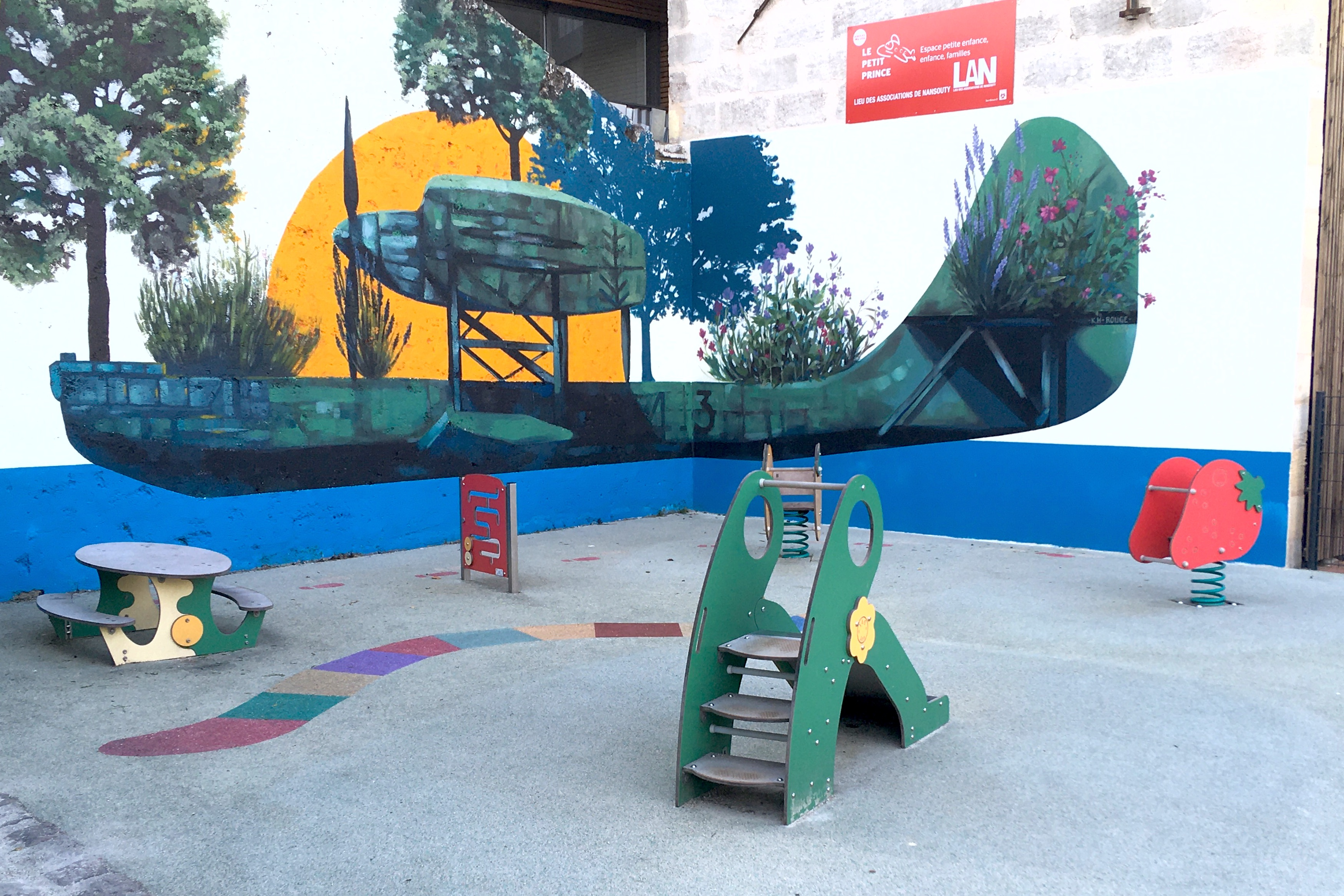
Aire de jeux du Jardin de la Croix-du-Sud.

- Le Jardin de la Croix-du-Sud se situe à Nansouty, rue Jean-Mermoz. Son nom rend hommage à l’hydravion Latécoère 300 que Mermoz pilotait lors de sa disparition en mer le 7 décembre 1936. Il a été inauguré en juin 2013[30].

- Le Jardin des Barrières (anciennement "square Liotard" du nom de la résidence qui le jouxte), prend son nom en évocation aux barrières administratives qui délimitaient les entrées de Bordeaux jusqu'à la moitié du XXe siècle. Il est situé à la frontière avec la ville de Bègles, sur les boulevards. Il dispose d'une vaste pelouse centrale dégagée de 5 000 m2, d'un espace minéral dégagé de 2 000 m2, d'une aire de jeux de 600 m2[31].

- Le Parc André Meunier est situé cours de la Marne, entre les quartiers Sainte-Croix et Saint-Jean, près du marché des Capucins, du conservatoire et de la gare Saint-Jean. Il dispose d'une aire de jeux pour enfants et d'un terrain de pétanque.

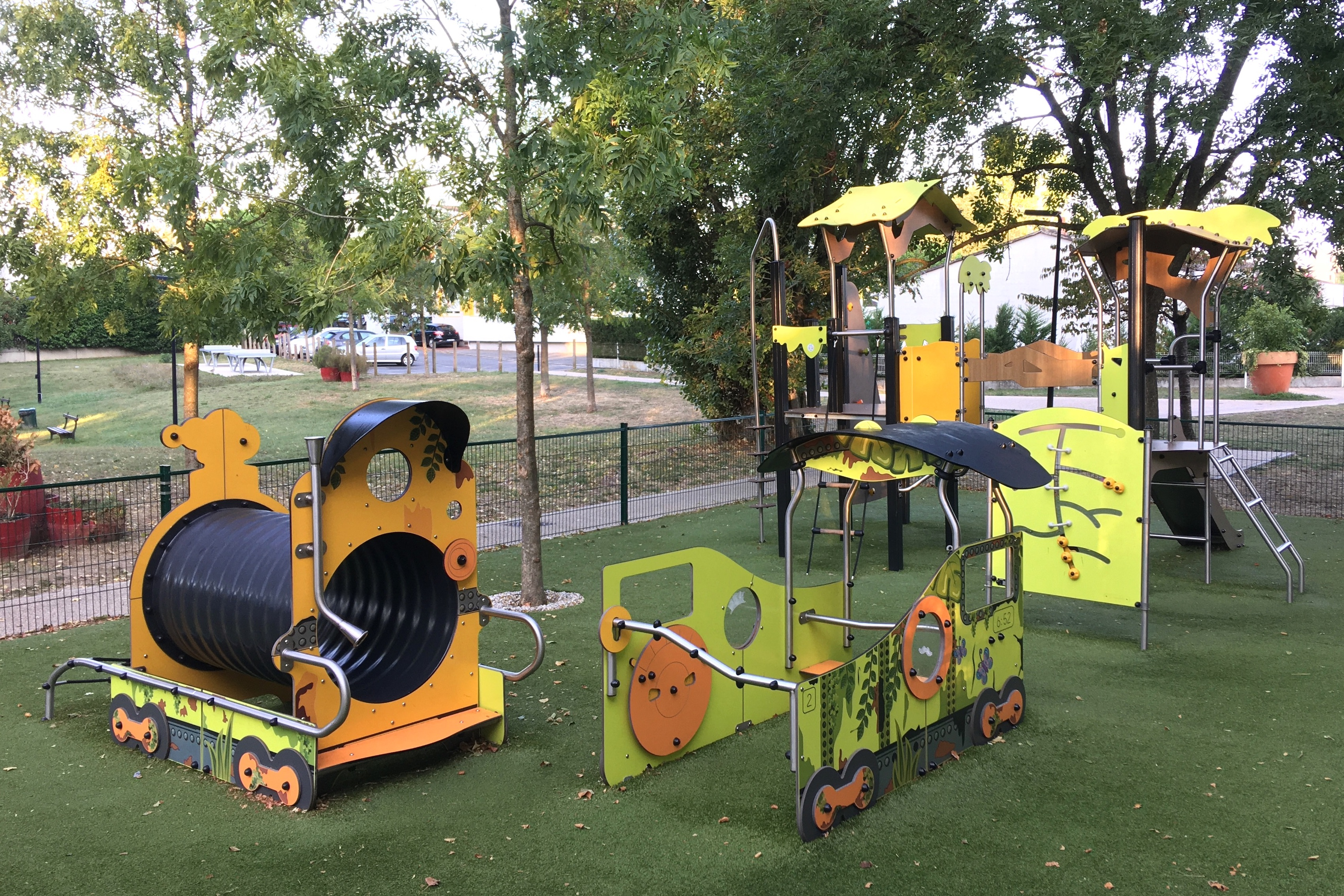
Aire de jeux du Parc Carreire.

- Le Parc Carreire est situé à proximité de l'Hôpital Pellegrin, derrière le Restaurant universitaire, et qui comprend une aire de jeux, un panier de basket, une table de ping-pong, des bancs et une fontaine à eau.

- Le Parc Simiot, place Simiot dans le quartier Nansouty, dispose d'une aire de jeux, d'une aire de pétanque, d'une boite à lire, d'un composteur collectif, et de toilettes publiques[32].

- Le Parc Chante-Grillon est situé dans la Cité Chantecrit à la limite des Chartrons (près du Stade des Chartrons) et de Bacalan. On y trouve une table de ping-pong, un terrain de pétanque, une table de pique-nique, un kiosque, une aire de jeux, une aire de street workout[33].

- Le Jardin d’Ars, réalisé sur une parcelle d’environ 2 300 m2 comprenant un espace boisé classé, une aire de jeux, des bancs, une boîte à lire et deux petites plates-bandes pour planter des fruits et des légumes.

- Le Jardin de la Grenouillère a ouvert en 2020 au Grand Parc, il comprend une aire de jeux et un jardin partagé.

- Le Parc Brandengurg est situé à Bacalan, boulevard Albert Brandenburg, un ancien maire de Bordeaux.

- Le Square Jean Bureau est situé Rue Neuve, enclave médiévale entre les cours Victor-Hugo et Alsace-Lorraine, réputée plus vieille artère de Bordeaux[34].Jardin du clown Chocolat

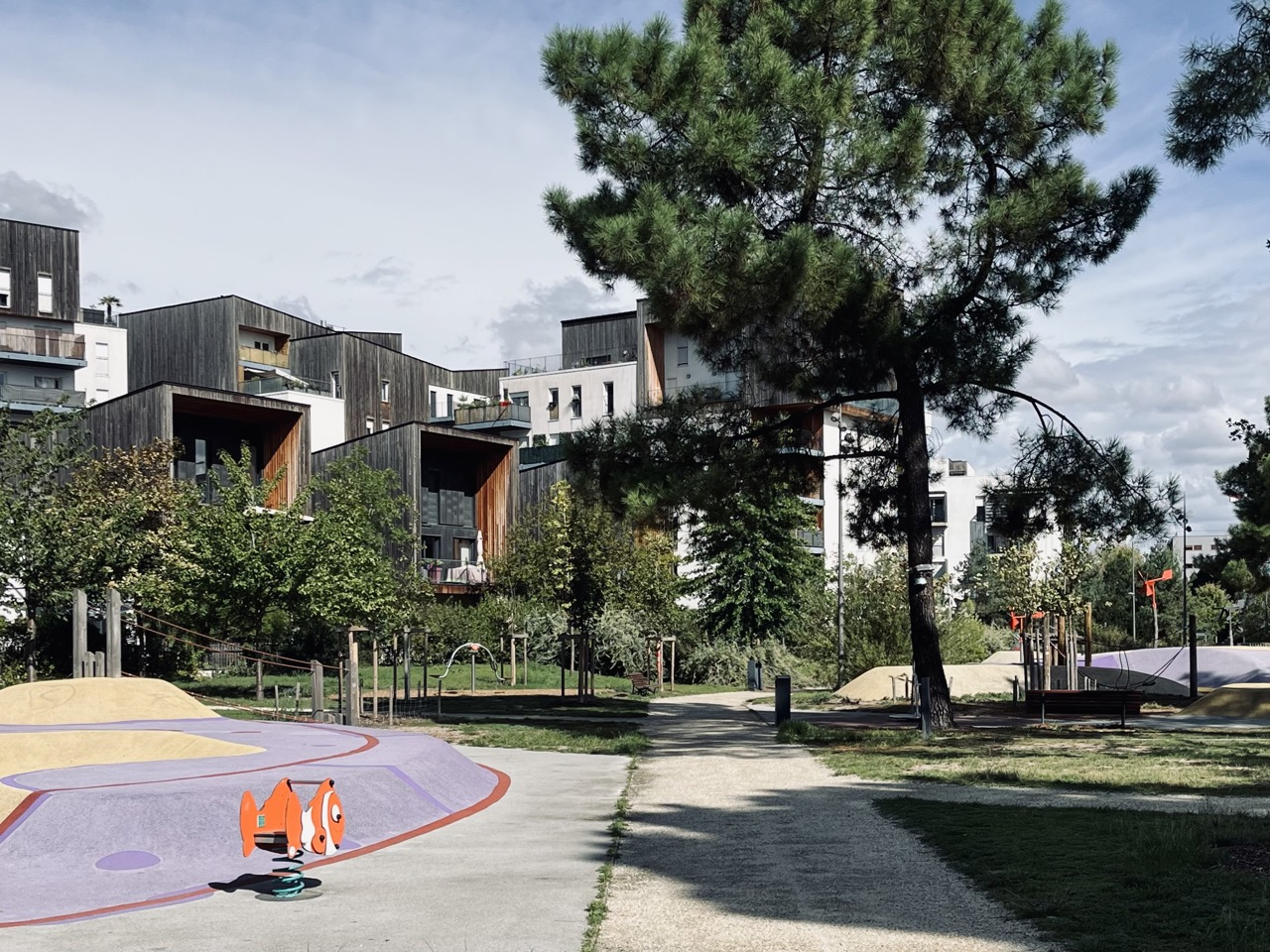
Jardin du clown Chocolat

- Le Jardin du clown Chocolat (avant 2017, jardin du Petit Nicolas), situé à Ginko. De nombreux jeux d’apprentissage de la mobilité et de l’escalade attendent les enfants de 3 à 12 ans. La « petite île » et la « grande île » accueillent toboggan, hamac, pont, télésiège, … ainsi qu’une cabane en bois[35].

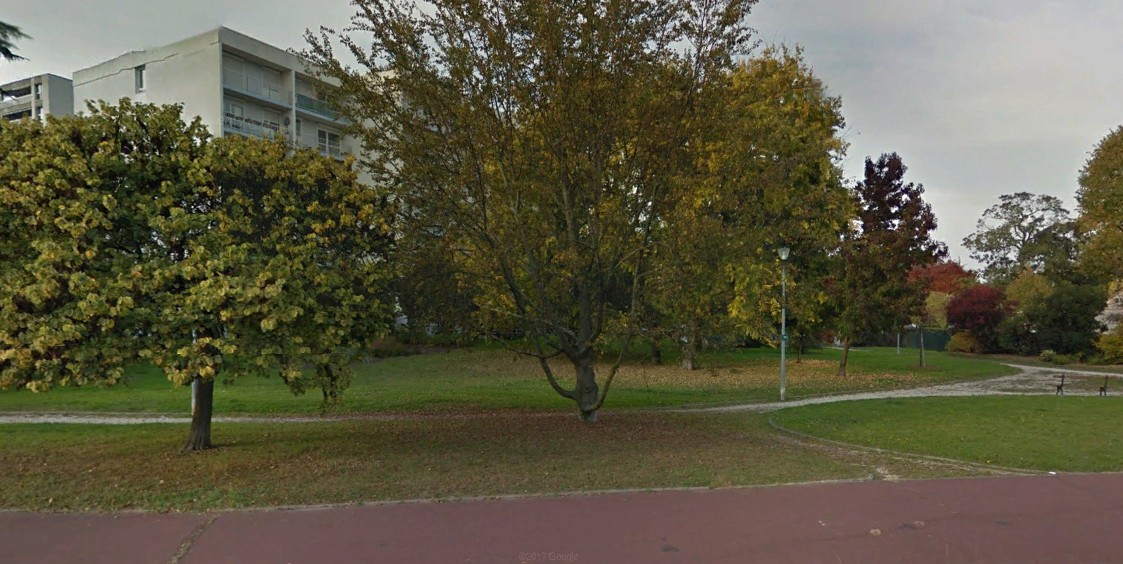
Le square Armand-Faulat.

- Le square Armand-Faulat à Caudéran, du nom du dernier maire de Caudéran, qui réalisa en accord avec Jacques Chaban-Delmas le rattachement de sa commune à celle de Bordeaux en 1965[36].

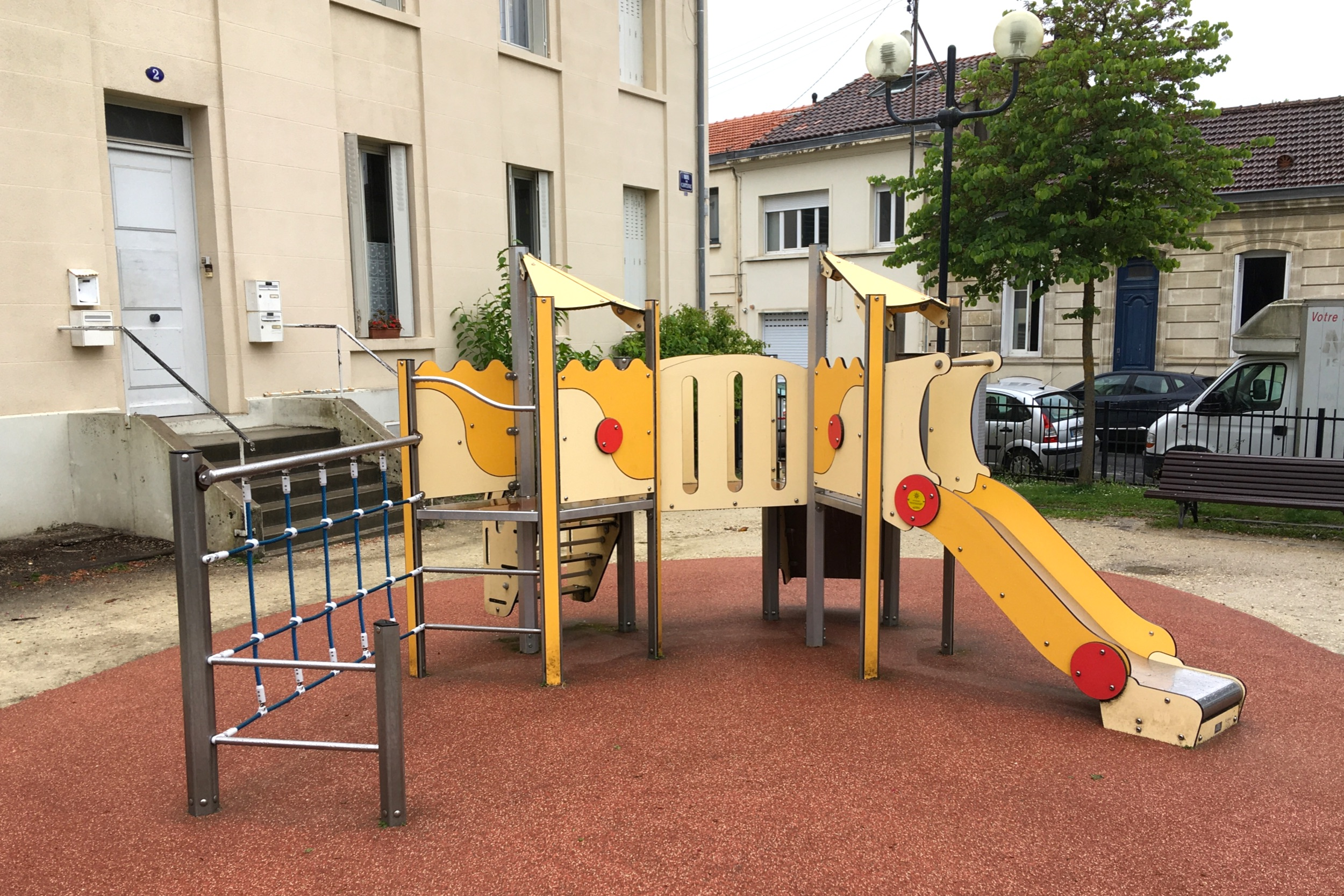
Aire de jeux du Jardin de Lili

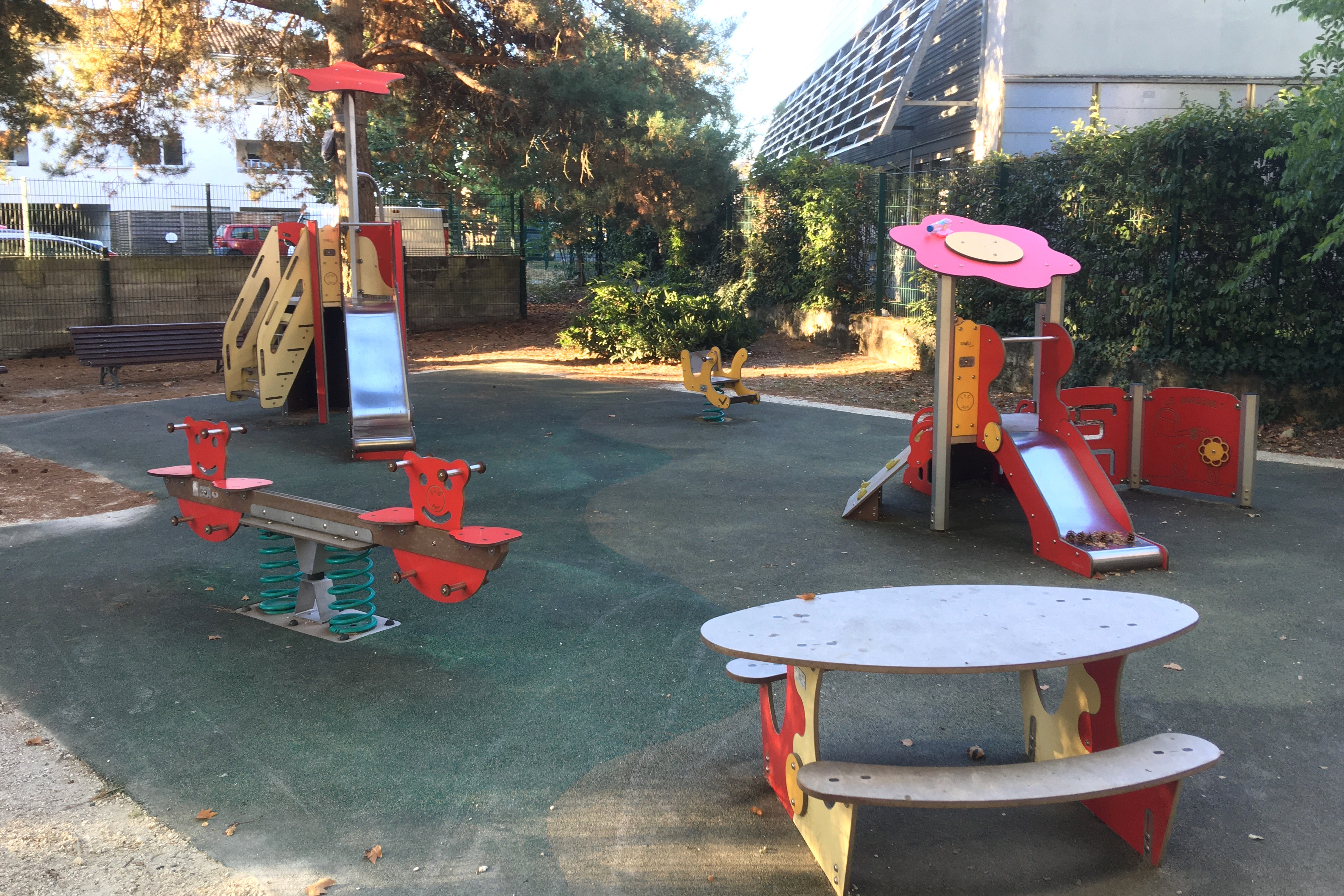
Aire de jeux du Jardin Saint Julien

- Le Jardin de Lili, quartier Saint-Augustin; le Jardin Saint Julien; le Jardin Paul Abadie, situé derrière l'église Sainte Marie de La Bastide; le Jardin des Ecluses (0,3 ha, quartier des Bassins-à-Flot à Bacalan); le Jardin de la Porcelaine, quartier Saint-Jean Belcier (rue d'Armagnac); le Jardin de Lussy (Caudéran); le Jardin Brascassat (située derrière la Gare Saint-Jean).